# Liste der Stolpersteine in Hamburg-Harvestehude (Straßen I–Z)
Die Liste der Stolpersteine in Hamburg-Harvestehude enthält alle Stolpersteine, die im Rahmen des gleichnamigen Kunst-Projekts von Gunter Demnig in Hamburg-Harvestehude verlegt wurden. Mit ihnen soll an Opfer des Nationalsozialismus erinnert werden, die in Hamburg-Harvestehude lebten und wirkten. Rund 14 % aller in Hamburg verlegten Stolpersteine liegen in Harvestehude.
Diese Seite ist Teil der Liste der Stolpersteine in Hamburg, da diese mit insgesamt 7272 (Stand: Juli 2025) Steinen zu groß würde und deshalb je Stadtteil, in dem Steine verlegt wurden, eine eigene Seite angelegt wurde.
| Adresse                  | Person(en)                                | Inschrift | Bilder                              | Anmerkung |
| ------------------------ | ----------------------------------------- | --- | ----------------------------------- | --- |
| Innocentiastraße 9 ·     | Gerhard Kauffmann                         | Hier wohnte Gerhard Kauffmann Jg. 1923 Flucht 1938 Holland interniert Westerbork deportiert 1944 Theresienstadt Auschwitz/Buchenwald ermordet 22.2.1945           |                                     | Eintrag auf stolpersteine-hamburg.de                                                                                             |
| Innocentiastraße 9 ·     | Georg Herbert Kauffmann                   | Hier wohnte Georg Herbert Kauffmann Jg. 1889 Flucht 1938 Holland interniert Westerbork deportiert 1944 Theresienstadt Auschwitz ermordet 30.10.1944               |                                     | Eintrag auf stolpersteine-hamburg.de                                                                                             |
| Innocentiastraße 9 ·     | Lilly Kauffmann geb. Schönfeld            | Hier wohnte Lilly Kauffmann geb. Schönfeld Jg. 1893 Flucht 1938 Holland interniert Westerbork deportiert 1944 Theresienstadt Auschwitz ermordet 30.10.1945        |                                     | Eintrag auf stolpersteine-hamburg.de                                                                                             |
| Innocentiastraße 9 ·     | Rosa Gertrud Schönfeld geb. Sommerfeld    | Hier wohnte Rosa Gertrud Schönfeld geb. Sommerfeld Jg. 1864 Flucht 1938 Holland interniert Westerbork deportiert 1943 Theresienstadt Sobibor ermordet 28.5.1943   |                                     | Eintrag auf stolpersteine-hamburg.de                                                                                             |
| Innocentiastraße 19 ·    | Elisabeth Windmüller                      | Hier wohnte Elisabeth Windmüller Jg. 1872 deportiert 1942 Theresienstadt ermordet 6.8.1942                                                                        |                                     | Eintrag auf stolpersteine-hamburg.de                                                                                             |
| Innocentiastraße 21 ·    | Marianne Goldschmidt                      | Hier wohnte Marianne Goldschmidt Jg. 1881 deportiert 1941 ermordet in Riga                                                                                        |                                     | Eintrag auf stolpersteine-hamburg.de                                                                                             |
| Innocentiastraße 21 ·    | Jette Israel                              | Hier wohnte Jette Israel Jg. 1880 deportiert 1942 Theresienstadt ermordet in Auschwitz                                                                            |                                     | Eintrag auf stolpersteine-hamburg.de                                                                                             |
| Innocentiastraße 21 ·    | Paula Spiro geb. Karlsberg                | Hier wohnte Paula Spiro geb. Karlsberg Jg. 1874 deportiert 1942 Theresienstadt 1942 Treblinka ermordet                                                            |                                     | Eintrag auf stolpersteine-hamburg.de                                                                                             |
| Innocentiastraße 21 ·    | Caroline von der Walde                    | Hier wohnte Caroline von der Walde Jg. 1921 deportiert 1941 Minsk ???                                                                                             |                                     | Eintrag auf stolpersteine-hamburg.de                                                                                             |
| Innocentiastraße 21 ·    | Elsa von der Walde geb. Loewenberg        | Hier wohnte Elsa von der Walde geb. Loewenberg Jg. 1893 deportiert 1941 Minsk ???                                                                                 |                                     | Eintrag auf stolpersteine-hamburg.de                                                                                             |
| Innocentiastraße 21 ·    | Max von der Walde                         | Hier wohnte Max von der Walde Jg. 1890 deportiert 1941 Minsk ???                                                                                                  |                                     | Eintrag auf stolpersteine-hamburg.de                                                                                             |
| Innocentiastraße 21 ·    | Rafael von der Walde                      | Hier wohnte Rafael von der Walde Jg. 1932 deportiert 1941 Minsk ermordet                                                                                          |                                     | Eintrag auf stolpersteine-hamburg.de                                                                                             |
| Innocentiastraße 21 ·    | Simon von der Walde                       | Hier wohnte Simon von der Walde Jg. 1924 deportiert 1941 Minsk ???                                                                                                |                                     | Eintrag auf stolpersteine-hamburg.de                                                                                             |
| Innocentiastraße 37 ·    | Friedrich Adler                           | Hier wohnte Friedrich Adler Jg. 1878 deportiert 1942 Auschwitz ???                                                                                                |                                     | Eintrag auf stolpersteine-hamburg.de Ein weiterer Stolperstein befindet sich in Hamburg-Uhlenhorst.                              |
| Innocentiastraße 37 ·    | Zerline Adler                             | Hier wohnte Zerline Adler Jg. 1872 deportiert 1942 Theresienstadt Minsk ???                                                                                       |                                     | Eintrag auf stolpersteine-hamburg.de                                                                                             |
| Innocentiastraße 37 ·    | Kaethe Pincus                             | Hier wohnte Kaethe Pincus Jg. 1899 deportiert 1941 Łodz ermordet 13.8.1942                                                                                        |                                     | Eintrag auf stolpersteine-hamburg.de                                                                                             |
| Innocentiastraße 37 ·    | Martin Pincus                             | Hier wohnte Martin Pincus Jg. 1889 deportiert 1941 Łodz ermordet 1.6.1942                                                                                         |                                     | Eintrag auf stolpersteine-hamburg.de                                                                                             |
| Innocentiastraße 37 ·    | Abraham Sarfaty                           | Hier wohnte Abraham Sarfaty Jg. 1899 Flucht 1938 Holland interniert Westerbork deportiert 1943 Auschwitz ermordet 27.8.1943                                       |                                     | Eintrag auf stolpersteine-hamburg.de                                                                                             |
| Innocentiastraße 37 ·    | Annette Sarfaty                           | Hier wohnte Annette Sarfaty Jg. 1935 Flucht 1938 Holland interniert Westerbork deportiert 1943 Auschwitz ermordet 27.8.1943                                       |                                     | Eintrag auf stolpersteine-hamburg.de                                                                                             |
| Innocentiastraße 37 ·    | Benjamin Sarfaty                          | Hier wohnte Benjamin Sarfaty Jg. 1937 Flucht 1938 Holland interniert Westerbork deportiert 1943 Auschwitz ermordet 27.8.1943                                      |                                     | Eintrag auf stolpersteine-hamburg.de                                                                                             |
| Innocentiastraße 37 ·    | Franziska Sarfaty geb. Weening            | Hier wohnte Franziska Sarfaty geb. Weening Jg. 1903 Flucht 1938 Holland interniert Westerbork deportiert 1943 Auschwitz ermordet 27.8.1943                        |                                     | Eintrag auf stolpersteine-hamburg.de                                                                                             |
| Innocentiastraße 37 ·    | Israel Abraham Sarfaty                    | Hier wohnte Israel Abraham Sarfaty Jg. 1932 Flucht 1938 Holland interniert Westerbork deportiert 1943 Auschwitz ermordet 27.8.1943                                |                                     | Eintrag auf stolpersteine-hamburg.de                                                                                             |
| Innocentiastraße 37 ·    | Joseph Sarfaty                            | Hier wohnte Joseph Sarfaty Jg. 1926 Flucht 1938 Holland interniert Westerbork deportiert 1943 Sobibor ermordet 21.5.1943                                          |                                     | Eintrag auf stolpersteine-hamburg.de                                                                                             |
| Innocentiastraße 37 ·    | Rosa Sarfaty                              | Hier wohnte Rosa Sarfaty Jg. 1930 Flucht 1938 Holland interniert Westerbork deportiert 1943 Auschwitz ermordet 27.8.1943                                          |                                     | Eintrag auf stolpersteine-hamburg.de                                                                                             |
| Innocentiastraße 37 ·    | Ruth Klara Sarfaty                        | Ruth Klara Sarfaty Jg. 1940 interniert Westerbork deportiert 1943 Auschwitz ermordet 27.8.1943                                                                    |                                     | Eintrag auf stolpersteine-hamburg.de                                                                                             |
| Innocentiastraße 37 ·    | Henriette M. Schmid geb. Hartogh          | Hier wohnte Henriette M. Schmid geb. Hartogh Jg. 1873 gedemütigt/entrechtet Flucht in den Tod 17.7.1942                                                           |                                     | Eintrag auf stolpersteine-hamburg.de                                                                                             |
| Innocentiastraße 37 ·    | Gertrud Weinstein geb. Samuel             | Hier wohnte Gertrud Weinstein geb. Samuel Jg. 1884 deportiert 1942 Theresienstadt Minsk ???                                                                       |                                     | Eintrag auf stolpersteine-hamburg.de                                                                                             |
| Innocentiastraße 37 ·    | Fritz Weinstein                           | Hier wohnte Fritz Weinstein Jg. 1869 deportiert 1942 Theresienstadt Minsk ???                                                                                     |                                     | Eintrag auf stolpersteine-hamburg.de                                                                                             |
| Innocentiastraße 49 ·    | Johanna Bloch geb. Simon                  | Hier wohnte Johanna Bloch geb. Simon Jg. 1882 deportiert 1942 Auschwitz ermordet                                                                                  |                                     | Eintrag auf stolpersteine-hamburg.de                                                                                             |
| Innocentiastraße 51 ·    | Jules Bernstein                           | Hier wohnte Jules Bernstein Jg. 1887 Flucht 1937 Belgien interniert Drancy deportiert 1942 Auschwitz ermordet                                                     |                                     | Eintrag auf stolpersteine-hamburg.de                                                                                             |
| Innocentiastraße 64 ·    | Levi Lagovier                             | Hier wohnte Levi Lagovier Jg. 1870 Flucht/Frankreich deportiert 1942 aus Drancy ermordet in Auschwitz                                                             |                                     | Eintrag auf stolpersteine-hamburg.de                                                                                             |
| Innocentiastraße 64 ·    | Rochmar Lagovier geb. Krieger             | Hier wohnte Rochmar Lagovier geb. Krieger Jg. 1875 Flucht/Frankreich deportiert 1942 aus Drancy ermordet in Auschwitz                                             |                                     | Eintrag auf stolpersteine-hamburg.de                                                                                             |
| Innocentiastraße 82 ·    | Ida Hirsch                                | Hier wohnte Ida Hirsch Jg. 1866 deportiert 1942 Theresienstadt ermordet 27.7.1942                                                                                 |                                     | Eintrag auf stolpersteine-hamburg.de                                                                                             |
| Isestraße 2 ·            | Lebhold Meyer                             | Hier wohnte Lebhold Meyer Jg. 1875 deportiert 1941 ermordet in Łodz                                                                                               |                                     | Eintrag auf stolpersteine-hamburg.de                                                                                             |
| Isestraße 3 ·            | Alfred Landau                             | Hier wohnte Alfred Landau Jg. 1878 Flucht 1938 Holland deportiert 1942 Auschwitz ermordet                                                                         |                                     | Eintrag auf stolpersteine-hamburg.de                                                                                             |
| Isestraße 3 ·            | Henriette Landau geb. Nehemias            | Hier wohnte Henriette Landau geb. Nehemias Jg. 1875 Flucht 1938 Holland deportiert 1942 Auschwitz ermordet                                                        |                                     | Eintrag auf stolpersteine-hamburg.de                                                                                             |
| Isestraße 3 ·            | Marianne Landau                           | Hier wohnte Marianne Landau Jg. 1909 Flucht 1938 Holland deportiert 1942 Auschwitz ermordet                                                                       |                                     | Eintrag auf stolpersteine-hamburg.de Ein weiterer Stolperstein befindet sich in Hamburg-Hamm.                                    |
| Isestraße 5 ·            | Clara Deutsch geb. Scheroschewsky         | Hier wohnte Clara Deutsch geb. Scheroschewsky Jg. 1883 deportiert 1941 Łodz – 1942 Chelmno ???                                                                    |                                     | Eintrag auf stolpersteine-hamburg.de                                                                                             |
| Isestraße 7 ·            | Jenny Brager geb. Steinfeld               | Hier wohnte Jenny Brager geb. Steinfeld Jg. 1874 deportiert 1941 ermordet in Riga                                                                                 |                                     | Eintrag auf stolpersteine-hamburg.de                                                                                             |
| Isestraße 7 ·            | Paula Panowski geb. Michaelis             | Hier wohnte Paula Panowski geb. Michaelis Jg. 1887 deportiert 1941 Minsk ???                                                                                      |                                     | Eintrag auf stolpersteine-hamburg.de                                                                                             |
| Isestraße 7 ·            | Siegmund Panowski                         | Hier wohnte Siegmund Panowski Jg. 1874 deportiert 1941 Minsk ???                                                                                                  |                                     | Eintrag auf stolpersteine-hamburg.de                                                                                             |
| Isestraße 8 ·            | Luise Kleimann                            | Hier wohnte Luise Kleimann Jg. 1858 deportiert 1942 Theresienstadt tot 1.11.1942                                                                                  |                                     | Eintrag auf stolpersteine-hamburg.de                                                                                             |
| Isestraße 9 ·            | Leopold Valk                              | Hier wohnte Leopold Valk Jg. 1884 eingewiesen 1935 Heilanstalt Langenhorn 'verlegt’ 23.9.1940 Brandenburg ermordet 23.9.1940 'Aktion T4'                          |                                     | Eintrag auf stolpersteine-hamburg.de                                                                                             |
| Isestraße 11 ·           | Alfriede Wagener geb. Grübel              | Hier wohnte Alfriede Wagener geb. Grübel Jg. 1880 deportiert 1941 Łodz 1942 weiterdeportiert ermordet                                                             |                                     | Eintrag auf stolpersteine-hamburg.de                                                                                             |
| Isestraße 11 ·           | Kurt Wagener                              | Hier wohnte Kurt Wagener Jg. 1903 verhaftet 1938 KZ Fuhlsbüttel Sachsenhausen ermordet 29.12.1938                                                                 |                                     | Eintrag auf stolpersteine-hamburg.de                                                                                             |
| Isestraße 13 ·           | Bruno Loeser                              | Hier wohnte Bruno Loeser Jg. 1882 deportiert 1944 Theresienstadt ermordet in Auschwitz                                                                            |                                     | Eintrag auf stolpersteine-hamburg.de                                                                                             |
| Isestraße 15 ·           | Julie Behrens                             | Hier wohnte Julie Behrens Jg. 1855 deportiert 1943 Theresienstadt ermordet 5.7.1943                                                                               |                                     | Eintrag auf stolpersteine-hamburg.de                                                                                             |
| Isestraße 15 ·           | Moses Möllerich                           | Hier wohnte Moses Möllerich Jg. 1876 deportiert 1941 Łodz ermordet 10.5.1942                                                                                      |                                     | Eintrag auf stolpersteine-hamburg.de                                                                                             |
| Isestraße 15 ·           | Rahel Ortheiler geb. Würzburger           | Hier wohnte Rahel Ortheiler geb. Würzburger Jg. 1879 deportiert 1941 ermordet in Łodz                                                                             |                                     | Eintrag auf stolpersteine-hamburg.de                                                                                             |
| Isestraße 17 ·           | Ruben Leeser                              | Hier wohnte Ruben Leeser Jg. 1886 ‚Schutzhaft‘ 1938 KZ Sachsenhausen ermordet 27.12.1938                                                                          |                                     | Eintrag auf stolpersteine-hamburg.de}                                                                                            |
| Isestraße 21 ·           | Magda Levy                                | Hier wohnte Magda Levy Jg. 1879 deportiert 1941 Riga ??? |                                     | Eintrag auf stolpersteine-hamburg.de                                                                                             |
| Isestraße 21 ·           | Sabine Levy                               | Hier wohnte Sabine Levy Jg. 1876 deportiert 1942 Auschwitz ermordet                                                                                               |                                     | Eintrag auf stolpersteine-hamburg.de                                                                                             |
| Isestraße 21 ·           | Vilma Lore Sohn                           | Hier wohnte Vilma Lore Sohn Jg. 1920 deportiert 1942 Theresienstadt 1943 Auschwitz ermordet                                                                       |                                     | Eintrag auf stolpersteine-hamburg.de                                                                                             |
| Isestraße 21 ·           | Recha Lübke                               | Hier wohnte Recha Lübke Jg. 1880 deportiert 1942 Theresienstadt weiterdeportiert 1944 ???                                                                         |                                     | Eintrag auf stolpersteine-hamburg.de Ein weiterer Stolperstein befindet sich in Hamburg-Hammerbrook.                             |
| Isestraße 21 ·           | Carl Richard Sohn                         | Hier wohnte Carl Richard Sohn Jg. 1869 deportiert 1942 Theresienstadt ermordet 20.12.1942                                                                         |                                     | Eintrag auf stolpersteine-hamburg.de                                                                                             |
| Isestraße 21 ·           | Martha Sohn geb. Engel                    | Hier wohnte Martha Sohn geb. Engel Jg. 1883 deportiert 1942 Theresienstadt 1943 Auschwitz ermordet                                                                |                                     | Eintrag auf stolpersteine-hamburg.de                                                                                             |
| Isestraße 21 ·           | Elsa Sprei                                | Hier wohnte Elsa Sprei Jg. 1900 deportiert 1941 Łodz ??? |                                     | Eintrag auf stolpersteine-hamburg.de                                                                                             |
| Isestraße 21 ·           | Mary Stern geb. Reichenbach               | Hier wohnte Mary Stern geb. Reichenbach Jg. 1867 deportiert 1942 Theresienstadt 1942 Treblinka ermordet                                                           |                                     | Eintrag auf stolpersteine-hamburg.de                                                                                             |
| Isestraße 21 ·           | Julchen Tobias                            | Hier wohnte Julchen Tobias Jg. 1863 deportiert 1942 Theresienstadt 1942 Minsk ???                                                                                 |                                     | Eintrag auf stolpersteine-hamburg.de                                                                                             |
| Isestraße 21 ·           | Julia Weber geb. Gutmann                  | Hier wohnte Julia Weber geb. Gutmann Jg. 1865 deportiert 1942 Theresienstadt 1942 Minsk ???                                                                       |                                     | Eintrag auf stolpersteine-hamburg.de                                                                                             |
| Isestraße 23 ·           | Hedwig Augenstern geb. Hirsch             | Hier wohnte Hedwig Augenstern geb. Hirsch Jg. 1867 deportiert 1942 Theresienstadt 1942 Minsk ???                                                                  |                                     | Eintrag auf stolpersteine-hamburg.de                                                                                             |
| Isestraße 23 ·           | Georg Fränkel                             | Hier wohnte Georg Fränkel Jg. 1869 deportiert 1942 Theresienstadt ermordet 8.2.1943                                                                               |                                     | Eintrag auf stolpersteine-hamburg.de                                                                                             |
| Isestraße 23 ·           | Henriette Fränkel geb. Löwenthal          | Hier wohnte Henriette Fränkel geb. Löwenthal Jg. 1877 deportiert 1942 Theresienstadt 1942 Treblinka ermordet                                                      |                                     | Eintrag auf stolpersteine-hamburg.de                                                                                             |
| Isestraße 23 ·           | Herbert Michaelis                         | Hier wohnte Dr. Herbert Michaelis Jg. 1898 tot 14.6.1939 im Gefängnis Plötzensee                                                                                  |                                     | Eintrag auf stolpersteine-hamburg.de                                                                                             |
| Isestraße 23 ·           | Alice Maschke geb. Fränkel                | Hier wohnte Alice Maschke geb. Fränkel Jg. 1912 deportiert 1941 Minsk ???                                                                                         |                                     | Eintrag auf stolpersteine-hamburg.de                                                                                             |
| Isestraße 23 ·           | Erich Wilhelm Maschke                     | Hier wohnte Erich Wilhelm Maschke Jg. 1900 deportiert 1941 Minsk ???                                                                                              |                                     | Eintrag auf stolpersteine-hamburg.de                                                                                             |
| Isestraße 23 ·           | Gracia Gretchen Bachrach geb. Sealtiel    | Hier wohnte Gracia Gretchen Bachrach geb. Sealtiel Jg. 1883 Flucht 1938 Holland interniert Westerbork deportiert 1942 Auschwitz ermordet 12.8.1942                |                                     | Eintrag auf stolpersteine-hamburg.de                                                                                             |
| Isestraße 23 ·           | Ingeborg Mirjam Bachrach                  | Hier wohnte Ingeborg Mirjam Bachrach Jg. 1920 Flucht 1938 Holland interniert Westerbork deportiert 1942 Auschwitz ermordet 30.9.1942                              |                                     | Eintrag auf stolpersteine-hamburg.de                                                                                             |
| Isestraße 23 ·           | Hermann Bachrach                          | Hier wohnte Hermann Bachrach Jg. 1878 Flucht 1938 Holland tot 5.2.1941 Hilversum                                                                                  |                                     | Eintrag auf stolpersteine-hamburg.de                                                                                             |
| Isestraße 23 ·           | Gertrud Seidl geb. Gräfenberg             | Hier wohnte Gertrud Seidl geb. Gräfenberg Jg. 1883 Flucht 1939 Holland interniert Westerbork deportiert 1943 Sobibor ermordet                                     |                                     | Eintrag auf stolpersteine-hamburg.de                                                                                             |
| Isestraße 26 ·           | Gerd Helmut Masse                         | Hier wohnte Gerd Helmut Masse Jg. 1924 Flucht 1938 Holland interniert Westerbork deportiert 1943 Sobibor ermordet                                                 |                                     | Eintrag auf stolpersteine-hamburg.de                                                                                             |
| Isestraße 26 ·           | Julius Ernst Masse                        | Hier wohnte Julius Ernst Masse Jg. 1890 Flucht 1938 Holland interniert Westerbork deportiert 1943 Sobibor ermordet                                                |                                     | Eintrag auf stolpersteine-hamburg.de                                                                                             |
| Isestraße 26 ·           | Sara Henriette Masse geb. Aron            | Hier wohnte Sara Henriette Masse geb. Aron Jg. 1893 Flucht 1938 Holland interniert Westerbork deportiert 1943 Sobibor ermordet                                    |                                     | Eintrag auf stolpersteine-hamburg.de                                                                                             |
| Isestraße 27 ·           | Lilli Hermine Levy                        | Hier wohnte Lilli Hermine Levy Jg. 1896 deportiert 1942 Theresienstadt 1942 Treblinka ermordet                                                                    |                                     | Eintrag auf stolpersteine-hamburg.de                                                                                             |
| Isestraße 27 ·           | Pauline Levy geb. Zipkin                  | Hier wohnte Pauline Levy geb. Zipkin Jg. 1863 deportiert 1942 Theresienstadt ermordet 13.2.1943                                                                   |                                     | Eintrag auf stolpersteine-hamburg.de                                                                                             |
| Isestraße 27 ·           | Max Levy-Edler                            | Hier wohnte Max Levy-Edler Jg. 1893 verhaftet 1937 1938 Buchenwald Flucht 1939 Belgien interniert Mechelen deportiert 1942 ermordet in Auschwitz                  |                                     | Eintrag auf stolpersteine-hamburg.de                                                                                             |
| Isestraße 27 ·           | Arthur Schuster                           | Hier wohnte Arthur Schuster Jg. 1876 deportiert 1941 Minsk ??? |                                     | Eintrag auf stolpersteine-hamburg.de                                                                                             |
| Isestraße 27 ·           | Ina Schuster geb. Pincus                  | Hier wohnte Ina Schuster geb. Pincus Jg. 1889 deportiert 1941 Minsk ???                                                                                           |                                     | Eintrag auf stolpersteine-hamburg.de                                                                                             |
| Isestraße 28 ·           | Ernst Werner                              | Hier wohnte Ernst Werner Jg. 1875 deportiert 1941 Riga ??? |                                     | Eintrag auf stolpersteine-hamburg.de Ein weiterer Stolperstein befindet sich in Hamburg-Altstadt.                                |
| Isestraße 28 ·           | Gertrud Werner geb. Löwenberg             | Hier wohnte Gertrud Werner geb. Löwenberg Jg. 1885 deportiert 1941 Riga ???                                                                                       |                                     | Eintrag auf stolpersteine-hamburg.de                                                                                             |
| Isestraße 29 ·           | Jane Brann geb. Elkeles                   | Hier wohnte Jane Brann geb. Elkeles Jg. 1894 Flucht 1939 Holland interniert Westerbork deportiert 1943 ermordet in Auschwitz                                      |                                     | Eintrag auf stolpersteine-hamburg.de                                                                                             |
| Isestraße 30 ·           | Hedwig Fraenkel geb. Kretschmer           | Hier wohnte Hedwig Fraenkel geb. Kretschmer Jg. 1888 deportiert 1941 Łodz 1942 Chelmno ermordet                                                                   |                                     | Eintrag auf stolpersteine-hamburg.de                                                                                             |
| Isestraße 30 ·           | Wilhelm Fraenkel                          | Hier wohnte Wilhelm Fraenkel Jg. 1885 deportiert 1941 Łodz ermordet 18.11.1941                                                                                    |                                     | Eintrag auf stolpersteine-hamburg.de                                                                                             |
| Isestraße 31 ·           | Gertrud Bachrach geb. Hopfeld             | Hier wohnte Gertrud Bachrach geb. Hopfeld Jg. 1892 Flucht 1939 Holland interniert Westerbork deportiert 1943 Sobibor ermordet                                     |                                     | Eintrag auf stolpersteine-hamburg.de                                                                                             |
| Isestraße 31 ·           | Isidor Bachrach                           | Hier wohnte Isidor Bachrach Jg. 1882 Flucht 1939 Holland tot 20.12.1939                                                                                           |                                     | Eintrag auf stolpersteine-hamburg.de                                                                                             |
| Isestraße 31 ·           | José Bachrach                             | Hier wohnte José Bachrach Jg. 1923 Flucht 1939 Holland interniert Westerbork deportiert 1942 Auschwitz ermordet 30.9.1942                                         |                                     | Eintrag auf stolpersteine-hamburg.de                                                                                             |
| Isestraße 31 ·           | Lotte Helena Bachrach                     | Hier wohnte Lotte Helena Bachrach Jg. 1921 Flucht 1939 Holland interniert Westerbork deportiert 1942 Auschwitz ermordet 30.9.1942                                 |                                     | Eintrag auf stolpersteine-hamburg.de                                                                                             |
| Isestraße 31 ·           | Henri Hirsch                              | Hier wohnte Henri Hirsch Jg. 1875 deportiert 1941 Łodz ??? |                                     | Eintrag auf stolpersteine-hamburg.de ursprünglich vor Isestraße 79 verlegt                                                       |
| Isestraße 35 ·           | Bertha Oppenheim geb. Koppel              | Hier wohnte Bertha Oppenheim geb. Koppel Jg. 1867 gedemütigt/entrechtet Flucht in den Tod 15.7.1942                                                               |                                     | Eintrag auf stolpersteine-hamburg.de                                                                                             |
| Isestraße 36 ·           | Lina Karoline Bermann geb. Jonas          | Hier wohnte Lina Karoline Bermann geb. Jonas Jg. 1879 deportiert 1942 Theresienstadt 1944 Auschwitz ermordet                                                      |                                     | Eintrag auf stolpersteine-hamburg.de                                                                                             |
| Isestraße 36 ·           | Maximilian Bermann                        | Hier wohnte Maximilian Bermann Jg. 1875 deportiert 1942 Theresienstadt ermordet 1.8.1942                                                                          |                                     | Eintrag auf stolpersteine-hamburg.de                                                                                             |
| Isestraße 36 ·           | Agathe Blanck geb. Coutinho               | Hier wohnte Agathe Blanck geb. Coutinho Jg. 1876 deportiert 1941 Łodz ???                                                                                         |                                     | Eintrag auf stolpersteine-hamburg.de                                                                                             |
| Isestraße 36 ·           | Anita Coutinho                            | Hier wohnte Anita Coutinho Jg. 1875 deportiert 1941 Łodz ermordet 29.4.1942                                                                                       |                                     | Eintrag auf stolpersteine-hamburg.de                                                                                             |
| Isestraße 36 ·           | Carl Frank                                | Hier wohnte Carl Frank Jg. 1887 deportiert 1941 Minsk ermordet |                                     | Eintrag auf stolpersteine-hamburg.de                                                                                             |
| Isestraße 36 ·           | Else Frank geb. Schiftan                  | Hier wohnte Else Frank geb. Schiftan Jg. 1886 deportiert 1941 Minsk ermordet                                                                                      |                                     | Eintrag auf stolpersteine-hamburg.de                                                                                             |
| Isestraße 36 ·           | Laura Heldberg geb. Tarter                | Hier wohnte Laura Heldberg geb. Tarter Jg. 1887 deportiert 1941 Łodz ???                                                                                          |                                     | Eintrag auf stolpersteine-hamburg.de                                                                                             |
| Isestraße 36 ·           | Walter Heldberg                           | Hier wohnte Walter Heldberg Jg. 1888 deportiert 1941 Łodz weiterdeportiert ???                                                                                    |                                     | Eintrag auf stolpersteine-hamburg.de                                                                                             |
| Isestraße 36 ·           | Arnold Meyer                              | Hier wohnte Arnold Meyer Jg. 1884 deportiert 1941 Łodz ermordet                                                                                                   |                                     | Eintrag auf stolpersteine-hamburg.de                                                                                             |
| Isestraße 36 ·           | Berta Meyer geb. Valk                     | Hier wohnte Berta Meyer geb. Valk Jg. 1894 deportiert 1941 Łodz ermordet                                                                                          |                                     | Eintrag auf stolpersteine-hamburg.de                                                                                             |
| Isestraße 36 ·           | Eduard Meyer                              | Hier wohnte Eduard Meyer Jg. 1882 deportiert 1941 Łodz ermordet                                                                                                   |                                     | Eintrag auf stolpersteine-hamburg.de                                                                                             |
| Isestraße 36 ·           | Frieda Meyer geb. Gundelfinger            | Hier wohnte Frieda Meyer geb. Gundelfinger Jg. 1882 deportiert 1941 Łodz ermordet                                                                                 |                                     | Eintrag auf stolpersteine-hamburg.de                                                                                             |
| Isestraße 37 ·           | Rosa Dallmann                             | Hier wohnte Rosa Dallmann Jg. 1880 deportiert 1941 Łodz ermordet                                                                                                  |                                     | Eintrag auf stolpersteine-hamburg.de                                                                                             |
| Isestraße 37 ·           | Betty Francken geb. Schwabe               | Hier wohnte Betty Francken geb. Schwabe Jg. 1875 Flucht 1937 Holland interniert Westerbork deportiert 1943 Sobibor ermordet                                       |                                     | Eintrag auf stolpersteine-hamburg.de                                                                                             |
| Isestraße 37 ·           | Alice Labowsky geb. Meyer                 | Hier wohnte Alice Labowsky geb. Meyer Jg. 1886 Flucht 1937 Holland interniert Westerbork deportiert 1943 Theresienstadt Auschwitz ermordet 18.10.1944             |                                     | Eintrag auf stolpersteine-hamburg.de                                                                                             |
| Isestraße 37 ·           | Margarethe Labowsky                       | Hier wohnte Margarethe Labowsky Jg. 1890 Flucht 1939 Holland interniert Westerbork deportiert 1943 Auschwitz ermordet 5.2.1943                                    |                                     | Eintrag auf stolpersteine-hamburg.de                                                                                             |
| Isestraße 37 ·           | Walter Labowsky                           | Hier wohnte Walter Labowsky Jg. 1887 Flucht 1937 Holland interniert Westerbork deportiert 1943 Theresienstadt ermordet 8.3.1944                                   |                                     | Eintrag auf stolpersteine-hamburg.de                                                                                             |
| Isestraße 37 ·           | Artur Toczek                              | Hier wohnte Artur Toczek Jg. 1908 deportiert 1942 Theresienstadt 1944 Auschwitz ermordet                                                                          |                                     | Eintrag auf stolpersteine-hamburg.de Ein weiterer Stolperstein befindet sich in Hamburg-Rotherbaum.                              |
| Isestraße 37 ·           | Nelly Toczek geb. Nathan                  | Hier wohnte Nelly Toczek geb. Nathan Jg. 1909 deportiert 1942 Theresienstadt 1944 Auschwitz ermordet                                                              |                                     | Eintrag auf stolpersteine-hamburg.de                                                                                             |
| Isestraße 37 ·           | Noemi Nora Toczek                         | Hier wohnte Noemi Nora Toczek Jg. 1938 deportiert 1942 Theresienstadt 1944 Auschwitz ermordet                                                                     |                                     | Eintrag auf stolpersteine-hamburg.de                                                                                             |
| Isestraße 37 ·           | Reha Toczek                               | Hier wohnte Reha Toczek Jg. 1942 deportiert 1942 Theresienstadt 1944 Auschwitz ermordet                                                                           |                                     | Eintrag auf stolpersteine-hamburg.de                                                                                             |
| Isestraße 39 ·           | Herta Bos-Guth geb. Guth gesch. Neufeld   | Hier wohnte Herta Bos-Guth geb. Guth gesch. Neufeld Jg. 1904 Flucht 1938 Holland interniert Westerbork deportiert 1942 Auschwitz ermordet 14.9.1942               |                                     | Eintrag auf stolpersteine-hamburg.de                                                                                             |
| Isestraße 39 ·           | Paula Meyer geb. Polack                   | Hier wohnte Paula Meyer geb. Polack Jg. 1880 gedemütigt/entrechtet Flucht in den Tod 3.12.1941                                                                    |                                     | Eintrag auf stolpersteine-hamburg.de                                                                                             |
| Isestraße 39 ·           | Harriet Natalie Neufeld                   | Hier wohnte Harriet Natalie Neufeld Jg. 1933 Flucht 1938 Holland interniert Westerbork deportiert 1942 Auschwitz ermordet 14.9.1942                               |                                     | Eintrag auf stolpersteine-hamburg.de                                                                                             |
| Isestraße 39 ·           | Mina Pels geb. Fürther                    | Hier wohnte Mina Pels geb. Fürther Jg. 1866 Flucht Holland interniert Westerbork deportiert 1943 Sobibor ermordet 30.4.1943                                       |                                     | Eintrag auf stolpersteine-hamburg.de                                                                                             |
| Isestraße 39 ·           | Iwan Seligmann                            | Hier wohnte Iwan Seligmann Jg. 1875 deportiert 1942 Theresienstadt ermordet 14.3.1944                                                                             |                                     | Eintrag auf stolpersteine-hamburg.de                                                                                             |
| Isestraße 41 ·           | Martha Golembiewski                       | Hier wohnte Martha Golembiewski Jg. 1900 ermordet 25.9.1943 im KZ Fuhlsbüttel                                                                                     |                                     | Eintrag auf stolpersteine-hamburg.de siehe Grabstein-Liste bei Garten der Frauen (Gruppe: „Opfer des Nationalsozialismus“)       |
| Isestraße 41 ·           | Nathan Nathanael Peltesohn                | Hier wohnte Dr. Nathan N. Peltesohn Jg. 1862 deportiert 1942 Theresienstadt ermordet 7.8.1942                                                                     |                                     | Eintrag auf stolpersteine-hamburg.de                                                                                             |
| Isestraße 43 ·           | Helene Aberbach geb. Lakser               | Hier wohnte Helene Aberbach geb. Lakser Jg. 1885 Flucht 1938 Tschechoslowakei deportiert 1941 Łodz/Litzmannstadt ermordet                                         |                                     | Eintrag auf stolpersteine-hamburg.de                                                                                             |
| Isestraße 43 ·           | Charlotte Feldstein geb. Rosenthal        | Hier wohnte Charlotte Feldstein geb. Rosenthal Jg. 1906 deportiert 1941 Łodz ???                                                                                  |                                     | Eintrag auf stolpersteine-hamburg.de                                                                                             |
| Isestraße 43 ·           | Max Gideon Feldstein                      | Hier wohnte Max Gideon Feldstein Jg. 1928 deportiert 1941 Łodz 1942 Chelmno ???                                                                                   |                                     | Eintrag auf stolpersteine-hamburg.de                                                                                             |
| Isestraße 43 ·           | Bella Freimuth geb. Schur                 | Hier wohnte Bella Freimuth geb. Schur Jg. 1887 deportiert 1941 Łodz weiterdeportiert 2.9.1942                                                                     |                                     | Eintrag auf stolpersteine-hamburg.de                                                                                             |
| Isestraße 43 ·           | Edgar Freimuth                            | Hier wohnte Edgar Freimuth Jg. 1922 deportiert Auschwitz ??? |                                     | Eintrag auf stolpersteine-hamburg.de                                                                                             |
| Isestraße 43 ·           | Emil Freimuth                             | Hier wohnte Emil Freimuth Jg. 1880 deportiert 1941 Łodz weiterdeportiert 2.9.1942                                                                                 |                                     | Eintrag auf stolpersteine-hamburg.de                                                                                             |
| Isestraße 43 ·           | Renate Eva Freimuth                       | Hier wohnte Renate Eva Freimuth Jg. 1925 deportiert 1941 Łodz weiterdeportiert 2.9.1942                                                                           |                                     | Eintrag auf stolpersteine-hamburg.de Ein weiterer Stolperstein befindet sich in der Bogenstraße 36.                              |
| Isestraße 45 ·           | Else Leopold geb. Perutz                  | Hier wohnte Else Leopold geb. Perutz Jg. 1891 deportiert 1941 Lodz 1942 Chelmno ermordet                                                                          |                                     | Eintrag auf stolpersteine-hamburg.de                                                                                             |
| Isestraße 45 ·           | Lambert Leopold                           | Hier wohnte Lambert Leopold Landrichter Jg. 1890 deportiert 1941 Łodz 1942 Chelmno ermordet                                                                       |                                     | Eintrag auf stolpersteine-hamburg.de Ein weiterer Stolperstein befindet sich in Hamburg-Neustadt.                                |
| Isestraße 45 ·           | Else Nathan geb. Seidel                   | Hier wohnte Else Nathan geb. Seidel Jg. 1871 deportiert 1942 Theresienstadt tot 30.8.1942                                                                         |                                     | Eintrag auf stolpersteine-hamburg.de                                                                                             |
| Isestraße 47 ·           | Ewald Lindenberg                          | Hier wohnte Ewald Lindenberg Jg. 1927 deportiert 1941 ermordet in Minsk                                                                                           |                                     | Eintrag auf stolpersteine-hamburg.de                                                                                             |
| Isestraße 47 ·           | Julius Lindenberg                         | Hier wohnte Julius Lindenberg Jg. 1881 deportiert 1941 ermordet in Minsk                                                                                          |                                     | Eintrag auf stolpersteine-hamburg.de                                                                                             |
| Isestraße 47 ·           | Paula Lindenberg geb. Perutz              | Hier wohnte Paula Lindenberg geb. Perutz Jg. 1886 deportiert 1941 ermordet in Minsk                                                                               |                                     | Eintrag auf stolpersteine-hamburg.de                                                                                             |
| Isestraße 49 ·           | Manfred Leipziger                         | Hier wohnte Manfred Leipziger Jg. 1910 deportiert 1941 Minsk ermordet 25.4.1944 KZ Flossenbürg Aussenlager Leitmeritz                                             |                                     | Eintrag auf stolpersteine-hamburg.de                                                                                             |
| Isestraße 49 ·           | Otto Streit                               | Hier wohnte Otto Streit Jg. 1880 deportiert 1942 Theresienstadt ermordet 6.4.1943                                                                                 |                                     | Eintrag auf stolpersteine-hamburg.de                                                                                             |
| Isestraße 50 ·           | Bertha Löwensohn geb. Michelsohn          | Hier wohnte Bertha Löwensohn geb. Michelsohn Jg. 1861 deportiert 1942 Theresienstadt 1942 Treblinka ermordet                                                      |                                     | Eintrag auf stolpersteine-hamburg.de                                                                                             |
| Isestraße 51 ·           | Else Schewa van Gelder geb. Hirsch        | Hier wohnte Else Schewa van Gelder geb. Hirsch Jg. 1892 Flucht Holland interniert Westerbork deportiert 1942 Auschwitz ermordet 30.9.1942                         |                                     | Eintrag auf stolpersteine-hamburg.de                                                                                             |
| Isestraße 51 ·           | Eva van Gelder                            | Hier wohnte Eva van Gelder Jg. 1921 Flucht Holland interniert Westerbork deportiert 1942 Auschwitz ermordet 30.9.1942                                             |                                     | Eintrag auf stolpersteine-hamburg.de                                                                                             |
| Isestraße 51 ·           | Flora van Gelder                          | Hier wohnte Flora van Gelder Jg. 1908 Flucht Holland interniert Westerbork deportiert 1942 Auschwitz ermordet 30.9.1942                                           |                                     | Eintrag auf stolpersteine-hamburg.de                                                                                             |
| Isestraße 51 ·           | Lea van Gelder geb. Gottschalk            | Hier wohnte Lea van Gelder geb. Gottschalk Jg. 1876 Flucht Holland interniert Westerbork deportiert 1942 Auschwitz ermordet 21.9.1942                             |                                     | Eintrag auf stolpersteine-hamburg.de                                                                                             |
| Isestraße 51 ·           | Levy Louis van Gelder                     | Hier wohnte Levy Louis van Gelder Jg. 1880 Flucht 1936 Holland interniert Westerbork deportiert 1942 Auschwitz ermordet 21.9.1942                                 |                                     | Eintrag auf stolpersteine-hamburg.de                                                                                             |
| Isestraße 53 ·           | Heinz Egon Curland                        | Hier wohnte Heinz Egon Curland Jg. 1917 gedemütigt/entrechtet tot 28.6.1944                                                                                       |                                     | Eintrag auf stolpersteine-hamburg.de                                                                                             |
| Isestraße 53 ·           | Willy Curland                             | Hier wohnte Willy Curland Jg. 1891 verhaftet KZ Fuhlsbüttel ermordet 18.11.1936                                                                                   |                                     | Eintrag auf stolpersteine-hamburg.de                                                                                             |
| Isestraße 53 ·           | Alfred Israel                             | Hier wohnte Alfred Israel Jg. 1893 deportiert 1941 Łodz ??? |                                     | Eintrag auf stolpersteine-hamburg.de                                                                                             |
| Isestraße 53 ·           | Aron Hertz Israel                         | Hier wohnte Aron Hertz Israel Jg. 1863 deportiert 1942 Theresienstadt ermordet 26.10.1942                                                                         |                                     | Eintrag auf stolpersteine-hamburg.de                                                                                             |
| Isestraße 53 ·           | Edith Israel                              | Hier wohnte Edith Israel Jg. 1923 deportiert 1941 Łodz ??? |                                     | Eintrag auf stolpersteine-hamburg.de                                                                                             |
| Isestraße 53 ·           | Hans Israel                               | Hier wohnte Hans Israel Jg. 1922 deportiert 1941 Łodz ??? |                                     | Eintrag auf stolpersteine-hamburg.de                                                                                             |
| Isestraße 53 ·           | Leonie Israel geb. Zuckermann             | Hier wohnte Leonie Israel geb. Zuckermann Jg. 1894 deportiert 1941 Łodz ???                                                                                       |                                     | Eintrag auf stolpersteine-hamburg.de                                                                                             |
| Isestraße 53 ·           | Ruth Israel                               | Hier wohnte Ruth Israel Jg. 1925 deportiert 1941 Łodz weiterdeportiert 1944                                                                                       |                                     | Eintrag auf stolpersteine-hamburg.de                                                                                             |
| Isestraße 53 ·           | Auguste Lichtenhayn geb. Israel           | Hier wohnte Auguste Lichtenhayn geb. Israel Jg. 1899 deportiert 1941 Łodz ermordet 10.11.1942                                                                     |                                     | Eintrag auf stolpersteine-hamburg.de                                                                                             |
| Isestraße 53 ·           | Auguste Pollak geb. Schreiber             | Hier wohnte Auguste Pollak geb. Schreiber Jg. 1896 deportiert 1941 Riga ???                                                                                       |                                     | Eintrag auf stolpersteine-hamburg.de                                                                                             |
| Isestraße 53 ·           | Peter Pollak                              | Hier wohnte Peter Pollak Jg. 1929 deportiert 1941 Riga ??? |                                     | Eintrag auf stolpersteine-hamburg.de                                                                                             |
| Isestraße 53 ·           | Renate Pollak                             | Hier wohnte Renate Pollak Jg. 1928 deportiert 1941 Riga ??? |                                     | Eintrag auf stolpersteine-hamburg.de                                                                                             |
| Isestraße 53 ·           | Eva Schreiber                             | Hier wohnte Eva Schreiber Jg. 1893 deportiert 1941 Riga ??? |                                     | Eintrag auf stolpersteine-hamburg.de                                                                                             |
| Isestraße 53 ·           | Rosa Wolff                                | Hier wohnte Rosa Wolff Jg. 1878 deportiert 1941 Riga ??? |                                     | Eintrag auf stolpersteine-hamburg.de                                                                                             |
| Isestraße 54 ·           | Else Rosenkranz geb. Levy                 | Hier wohnte Else Rosenkranz geb. Levy deportiert 1941 Łodz ermordet in Chelmno                                                                                    |                                     | Eintrag auf stolpersteine-hamburg.de                                                                                             |
| Isestraße 54 ·           | Erna Rosenkranz                           | Hier wohnte Erna Rosenkranz Jg. 1902 deportiert 1941 Łodz/Litzmannstadt ermordet 12.5.1942 Chelmno/Kulmhof                                                        |                                     | Eintrag auf stolpersteine-hamburg.de                                                                                             |
| Isestraße 54 ·           | Oskar Rosenkranz                          | Hier wohnte Oskar Rosenkranz Jg. 1876 deportiert 1941 Łodz ermordet in Chelmno                                                                                    |                                     | Eintrag auf stolpersteine-hamburg.de                                                                                             |
| Isestraße 55 ·           | Isidor Fürst                              | Hier wohnte Dr. Isidor Fürst Jg. 1859 deportiert 1942 Theresienstadt tot 19.12.1942                                                                               |                                     | Eintrag auf stolpersteine-hamburg.de                                                                                             |
| Isestraße 55 ·           | Hedwig Fürst geb. Zobel                   | Hier wohnte Hedwig Fürst geb. Zobel Jg. 1874 deportiert 1942 Theresienstadt tot 23.7.1943                                                                         |                                     | Eintrag auf stolpersteine-hamburg.de                                                                                             |
| Isestraße 55 ·           | Rudolf Fürst                              | Hier wohnte Rudolf Fürst Jg. 1899 deportiert 1941 Minsk ??? |                                     | Eintrag auf stolpersteine-hamburg.de                                                                                             |
| Isestraße 55 ·           | Martha Fürstenberg                        | Hier wohnte Martha Fürstenberg Jg. 1886 deportiert 1941 Łodz ???                                                                                                  |                                     | Eintrag auf stolpersteine-hamburg.de                                                                                             |
| Isestraße 55 ·           | Walter John Israel                        | Hier wohnte Walter John Israel Jg. 1908 Flucht 1933 Frankreich interniert Drancy deportiert 1942 ermordet in Auschwitz                                            |                                     | Eintrag auf stolpersteine-hamburg.de                                                                                             |
| Isestraße 55 ·           | Clara Levy geb. Pein                      | Hier wohnte Clara Levy geb. Pein Jg. 1872 deportiert 1941 Riga ???                                                                                                |                                     | Eintrag auf stolpersteine-hamburg.de                                                                                             |
| Isestraße 55 ·           | Herbert Pincus                            | Hier wohnte Herbert Pincus Jg. 1920 deportiert 1941 Minsk ??? |                                     | Eintrag auf stolpersteine-hamburg.de Ein weiterer Stolperstein befindet sich in Hamburg-Volksdorf.                               |
| Isestraße 55 ·           | Ignatz Pincus                             | Hier wohnte Ignatz Pincus Jg. 1871 deportiert 1941 Minsk ??? |                                     | Eintrag auf stolpersteine-hamburg.de                                                                                             |
| Isestraße 55 ·           | Marianne Pincus geb. Hirsch               | Hier wohnte Marianne Pincus geb. Hirsch Jg. 1884 deportiert 1941 Minsk ???                                                                                        |                                     | Eintrag auf stolpersteine-hamburg.de                                                                                             |
| Isestraße 57 ·           | Paula Kaczar geb. Salomon                 | Hier wohnte Paula Kaczar geb. Salomon Jg. 1888 1938 ausgewiesen Zbaszyn ???                                                                                       |                                     | Eintrag auf stolpersteine-hamburg.de                                                                                             |
| Isestraße 57 ·           | Salomon Kaczar                            | Hier wohnte Salomon Kaczar Jg. 1882 1938 ausgewiesen Zbaszyn ???                                                                                                  |                                     | Eintrag auf stolpersteine-hamburg.de                                                                                             |
| Isestraße 57 ·           | Hertha Müller                             | Hier wohnte Hertha Müller Jg. 1909 deportiert 1941 Minsk ??? |                                     | Eintrag auf stolpersteine-hamburg.de                                                                                             |
| Isestraße 57 ·           | Marianne Müller                           | Hier wohnte Marianne Müller Jg. 1910 deportiert 1941 Minsk ??? |                                     | Eintrag auf stolpersteine-hamburg.de                                                                                             |
| Isestraße 57 ·           | Otto Müller                               | Hier wohnte Otto Müller Jg. 1907 deportiert 1941 Minsk ??? |                                     | Eintrag auf stolpersteine-hamburg.de                                                                                             |
| Isestraße 57 ·           | Sophie Müller geb. Löwenstein             | Hier wohnte Sophie Müller geb. Löwenstein Jg. 1882 deportiert 1941 Minsk ???                                                                                      |                                     | Eintrag auf stolpersteine-hamburg.de                                                                                             |
| Isestraße 57 ·           | Wilhelm Müller                            | Hier wohnte Wilhelm Müller Jg. 1875 deportiert 1941 Minsk ??? |                                     | Eintrag auf stolpersteine-hamburg.de                                                                                             |
| Isestraße 57 ·           | Kurt Holger Schmahl                       | Hier wohnte Kurt Holger Schmahl Jg. 1910 Flucht 1934 Holland interniert Westerbork deportiert 1944 Auschwitz ermordet 8.4.1945 Mauthausen                         |                                     | Eintrag auf stolpersteine-hamburg.de                                                                                             |
| Isestraße 58 ·           | Paula Gowa                                | Hier wohnte Paula Gowa Jg. 1877 deportiert 1941 Łodz ??? |                                     | Eintrag auf stolpersteine-hamburg.de                                                                                             |
| Isestraße 58 ·           | Rosa Gowa                                 | Hier wohnte Rosa Gowa Jg. 1879 deportiert 1941 Łodz ??? |                                     | Eintrag auf stolpersteine-hamburg.de                                                                                             |
| Isestraße 59 ·           | Henny Brück                               | Hier wohnte Henny Brück Jg. 1873 deportiert 1943 Theresienstadt ermordet 20.3.1943                                                                                |                                     | Eintrag auf stolpersteine-hamburg.de                                                                                             |
| Isestraße 59 ·           | Henny Levy                                | Hier wohnte Henny Levy Jg. 1880 gedemütigt/entrechtet Flucht in den Tod 11.7.1942                                                                                 |                                     | Eintrag auf stolpersteine-hamburg.de                                                                                             |
| Isestraße 61 ·           | Josepha Ambor geb. Nathan                 | Hier wohnte Josepha Ambor geb. Nathan Jg. 1875 deportiert 1941 Minsk ???                                                                                          |                                     | Eintrag auf stolpersteine-hamburg.de                                                                                             |
| Isestraße 61 ·           | Else Baer geb. Bruckmann                  | Hier wohnte Else Baer geb. Bruckmann Jg. 1888 deportiert 1941 Minsk ???                                                                                           |                                     | Eintrag auf stolpersteine-hamburg.de                                                                                             |
| Isestraße 61 ·           | Ingrid Baer                               | Hier wohnte Ingrid Baer Jg. 1922 deportiert 1941 Minsk ??? |                                     | Eintrag auf stolpersteine-hamburg.de                                                                                             |
| Isestraße 61 ·           | Joseph Baer                               | Hier wohnte Joseph Baer Jg. 1884 deportiert 1941 Minsk ??? |                                     | Eintrag auf stolpersteine-hamburg.de                                                                                             |
| Isestraße 61 ·           | Hedi Baer                                 | Hier wohnte Hedi Baer Jg. 1928 deportiert 1941 Minsk ??? |                                     | Eintrag auf stolpersteine-hamburg.de                                                                                             |
| Isestraße 61 ·           | Rosalie Benjamin                          | Hier wohnte Rosalie Benjamin Jg. 1874 deportiert 1942 Theresienstadt 1942 Treblinka ermordet                                                                      | Stolperstein für Rosalie Benjamin   | Eintrag auf stolpersteine-hamburg.de                                                                                             |
| Isestraße 61 ·           | Minna Benjamin                            | Hier wohnte Minna Benjamin Jg. 1871 deportiert 1942 Theresienstadt 1942 Treblinka ermordet                                                                        | Stolperstein für Minna Benjamin     | Eintrag auf stolpersteine-hamburg.de                                                                                             |
| Isestraße 61 ·           | Emma Dugowski                             | Hier wohnte Emma Dugowski Jg. 1877 deportiert 1942 ermordet in Auschwitz                                                                                          | Stolperstein für Emma Dugowski      | Eintrag auf stolpersteine-hamburg.de                                                                                             |
| Isestraße 61 ·           | Henriette Dugowski                        | Hier wohnte Henriette Dugowski Jg. 1867 deportiert 1942 Theresienstadt 1942 Treblinka ermordet                                                                    | Stolperstein für Henriette Dugowski | Eintrag auf stolpersteine-hamburg.de                                                                                             |
| Isestraße 61 ·           | Hermann Dugowski                          | Hier wohnte Hermann Dugowski Jg. 1875 deportiert 1942 ermordet in Auschwitz                                                                                       | Stolperstein für Hermann Dugowski   | Eintrag auf stolpersteine-hamburg.de                                                                                             |
| Isestraße 61 ·           | Ida Dugowski                              | Hier wohnte Ida Dugowski Jg. 1871 deportiert 1942 Theresienstadt 1942 Treblinka ermordet                                                                          | Stolperstein für Ida Dugowski       | Eintrag auf stolpersteine-hamburg.de                                                                                             |
| Isestraße 61 ·           | Moritz Dugowski                           | Hier wohnte Moritz Dugowski Jg. 1873 deportiert 1942 Theresienstadt 1942 Treblinka ermordet                                                                       | Stolperstein für Moritz Dugowski    | Eintrag auf stolpersteine-hamburg.de                                                                                             |
| Isestraße 61 ·           | Wanda Dugowski                            | Hier wohnte Wanda Dugowski Jg. 1869 deportiert 1942 Theresienstadt 1942 Treblinka ermordet                                                                        | Stolperstein für Wanda Dugowski     | Eintrag auf stolpersteine-hamburg.de                                                                                             |
| Isestraße 61 ·           | Selly Gottlieb                            | Hier wohnte Selly Gottlieb Jg. 1886 deportiert 1941 Łodz ermordet in Chelmno                                                                                      |                                     | Eintrag auf stolpersteine-hamburg.de                                                                                             |
| Isestraße 61 ·           | Heinrich Ilse                             | Hier wohnte Heinrich Ilse Jg. 1907 verhaftet 1936 und 1939 ermordet 24.1.1941 KZ Sachsenhausen                                                                    |                                     | Eintrag auf stolpersteine-hamburg.de                                                                                             |
| Isestraße 61 ·           | Ella Meyer geb. Selig                     | Hier wohnte Ella Meyer geb. Selig Jg. 1879 deportiert 1941 Minsk ???                                                                                              |                                     | Eintrag auf stolpersteine-hamburg.de                                                                                             |
| Isestraße 61 ·           | Max Meyer                                 | Hier wohnte Max Meyer Jg. 1874 deportiert 1941 Minsk ??? |                                     | Eintrag auf stolpersteine-hamburg.de                                                                                             |
| Isestraße 61 ·           | Otto Meyer                                | Hier wohnte Otto Meyer Jg. 1907 deportiert 1941 Minsk ??? |                                     | Eintrag auf stolpersteine-hamburg.de                                                                                             |
| Isestraße 61 ·           | Gregor Niessengart                        | Hier wohnte Gregor Niessengart Jg. 1919 deportiert 1941 Minsk ???                                                                                                 |                                     | Eintrag auf stolpersteine-hamburg.de                                                                                             |
| Isestraße 61 ·           | Michael Pielen                            | Hier wohnte Michael Pielen Jg. 1893 mehrmals verhaftet von 1937 bis 1940 ermordet 11.7.1942 KZ Ravensbrück                                                        |                                     | Eintrag auf stolpersteine-hamburg.de                                                                                             |
| Isestraße 61 ·           | Sophie Philip geb. Cohen                  | Hier wohnte Sophie Philip geb. Cohen Jg. 1885 deportiert 1941 Łodz ???                                                                                            |                                     | Eintrag auf stolpersteine-hamburg.de                                                                                             |
| Isestraße 61 ·           | Gertrud Rosenbaum                         | Hier wohnte Gertrud Rosenbaum Jg. 1898 deportiert 1941 Łodz ermordet in Chelmno                                                                                   |                                     | Eintrag auf stolpersteine-hamburg.de                                                                                             |
| Isestraße 61 ·           | Edmund Sonn                               | Hier wohnte Edmund Sonn Jg. 1919 deportiert 1941 Minsk ??? |                                     | Eintrag auf stolpersteine-hamburg.de                                                                                             |
| Isestraße 63 ·           | Margarethe Kutnewsky geb. Friedländer     | Hier wohnte Margarethe Kutnewsky geb. Friedländer Jg. 1865 deportiert 1942 Theresienstadt ermordet 10.11.1942                                                     |                                     | Eintrag auf stolpersteine-hamburg.de                                                                                             |
| Isestraße 64 ·           | Ida Hagenow                               | Hier wohnte Ida Hagenow Jg. 1880 deportiert 1942 Theresienstadt ermordet 15.5.1944                                                                                |                                     | Eintrag auf stolpersteine-hamburg.de                                                                                             |
| Isestraße 65 ·           | Alice Goldstein geb. Abel                 | Hier wohnte Alice Goldstein geb. Abel Jg. 1872 Flucht 1939 Holland interniert Westerbork deportiert 1943 Sobibor ermordet 14.5.1943                               |                                     | Eintrag auf stolpersteine-hamburg.de                                                                                             |
| Isestraße 65 ·           | Rosa Josias geb. Josias                   | Hier wohnte Rosa Josias geb. Josias Jg. 1888 deportiert 1941 Minsk ermordet                                                                                       |                                     | Eintrag auf stolpersteine-hamburg.de                                                                                             |
| Isestraße 65 ·           | Willy Josias                              | Hier wohnte Willy Josias Jg. 1886 deportiert 1941 Minsk ermordet                                                                                                  |                                     | Eintrag auf stolpersteine-hamburg.de                                                                                             |
| Isestraße 65 ·           | Franziska Rosenbaum geb. Hesse            | Hier wohnte Franziska Rosenbaum geb. Hesse Jg. 1879 deportiert 1941 Łodz ermordet                                                                                 |                                     | Eintrag auf stolpersteine-hamburg.de                                                                                             |
| Isestraße 65 ·           | Margarethe Rosenbaum                      | Hier wohnte Margarethe Rosenbaum Jg. 1903 deportiert 1941 Łodz ermordet                                                                                           |                                     | Eintrag auf stolpersteine-hamburg.de                                                                                             |
| Isestraße 67 ·           | Edwin Ballin                              | Hier wohnte Edwin Ballin Jg. 1882 deportiert 1943 Theresienstadt 1944 Auschwitz ermordet                                                                          |                                     | Eintrag auf stolpersteine-hamburg.de                                                                                             |
| Isestraße 67 ·           | Henriette Ballin geb. Gottlieb            | Hier wohnte Henriette Ballin geb. Gottlieb Jg. 1882 deportiert 1943 Theresienstadt 1944 Auschwitz ermordet                                                        |                                     | Eintrag auf stolpersteine-hamburg.de                                                                                             |
| Isestraße 67 ·           | Herbert Cohn                              | Hier wohnte Herbert Cohn Jg. 1904 deportiert 1941 Minsk ??? |                                     | Eintrag auf stolpersteine-hamburg.de                                                                                             |
| Isestraße 67 ·           | Käthe Cohn geb. Lisser                    | Hier wohnte Käthe Cohn geb. Lisser Jg. 1907 deportiert 1941 Minsk ???                                                                                             |                                     | Eintrag auf stolpersteine-hamburg.de                                                                                             |
| Isestraße 67 ·           | Alfred Felsenthal                         | Hier wohnte Alfred Felsenthal Jg. 1907 1938 KZ Fuhlsbüttel deportiert 1941 Łodz ???                                                                               |                                     | Eintrag auf stolpersteine-hamburg.de                                                                                             |
| Isestraße 67 ·           | Helene Felsenthal geb. Bauer              | Hier wohnte Helene Felsenthal geb. Bauer Jg. 1883 deportiert 1941 Minsk ermordet                                                                                  |                                     | Eintrag auf stolpersteine-hamburg.de                                                                                             |
| Isestraße 67 ·           | Elisabeth Hoffmann geb. Danziger          | Hier wohnte Elisabeth Hoffmann geb. Danziger Jg. 1896 deportiert 1941 Łodz ermordet 26.4.1944                                                                     |                                     | Eintrag auf stolpersteine-hamburg.de                                                                                             |
| Isestraße 67 ·           | Richard Hoffmann                          | Hier wohnte Dr. Richard Hoffmann Jg. 1892 deportiert 1941 Łodz ermordet 14.3.1943                                                                                 |                                     | Eintrag auf stolpersteine-hamburg.de                                                                                             |
| Isestraße 67 ·           | Gertrud Horwitz geb. Felbel               | Hier wohnte Gertrud Horwitz geb. Felbel Jg. 1876 deportiert 1941 Minsk ???                                                                                        |                                     | Eintrag auf stolpersteine-hamburg.de                                                                                             |
| Isestraße 67 ·           | Hugo Horwitz                              | Hier wohnte Hugo Horwitz Jg. 1916 1941 KZ Fuhlsbüttel deportiert 1941 Minsk ???                                                                                   |                                     | Eintrag auf stolpersteine-hamburg.de                                                                                             |
| Isestraße 67 ·           | Amalie Salomon geb. Schönbach             | Hier wohnte Amalie Salomon geb. Schönbach Jg. 1887 deportiert 1941 Riga ???                                                                                       |                                     | Eintrag auf stolpersteine-hamburg.de                                                                                             |
| Isestraße 67 ·           | Denny Windmüller                          | Hier wohnte Denny Windmüller Jg. 1911 deportiert 1941 Łodz ermordet                                                                                               |                                     | Eintrag auf stolpersteine-hamburg.de                                                                                             |
| Isestraße 67 ·           | Mathel Windmüller geb. Cohn               | Hier wohnte Mathel Windmüller geb. Cohn Jg. 1908 deportiert 1941 Łodz ???                                                                                         |                                     | Eintrag auf stolpersteine-hamburg.de                                                                                             |
| Isestraße 69 ·           | Johanna Adelheim                          | Hier wohnte Johanna Adelheim Jg. 1890 deportiert 1941 Łodz Chelmno ???                                                                                            |                                     | Eintrag auf stolpersteine-hamburg.de                                                                                             |
| Isestraße 69 ·           | Liesel Abrahamsohn                        | Hier wohnte Liesel Abrahamsohn Jg. 1920 deportiert 1941 Riga ermordet                                                                                             |                                     | Eintrag auf stolpersteine-hamburg.de                                                                                             |
| Isestraße 69 ·           | Henry Blum                                | Hier wohnte Henry Blum Jg. 1867 deportiert 1942 Theresienstadt 1942 Treblinka ermordet                                                                            |                                     | Eintrag auf stolpersteine-hamburg.de                                                                                             |
| Isestraße 69 ·           | Rosalie Blum                              | Hier wohnte Rosalie Blum Jg. 1864 gedemütigt/entrechtet tot 4.8.1940                                                                                              |                                     | Eintrag auf stolpersteine-hamburg.de                                                                                             |
| Isestraße 69 ·           | Gertrud Böhm geb. Cohn                    | Hier wohnte Gertrud Böhm geb. Cohn Jg. 1866 deportiert 1942 Theresienstadt ermordet 6.8.1942                                                                      |                                     | Eintrag auf stolpersteine-hamburg.de                                                                                             |
| Isestraße 69 ·           | Louis Böhm                                | Hier wohnte Louis Böhm Jg. 1863 deportiert 1941 Minsk ??? |                                     | Eintrag auf stolpersteine-hamburg.de                                                                                             |
| Isestraße 69 ·           | Bertha Brach geb. Kleve                   | Hier wohnte Bertha Brach geb. Kleve Jg. 1878 deportiert 1942 ermordet in Auschwitz                                                                                |                                     | Eintrag auf stolpersteine-hamburg.de wurde im August 2019 ausgetauscht (vorheriger Stein)                                        |
| Isestraße 69 ·           | Irma Chassel geb. Weiss                   | Hier wohnte Irma Chassel geb. Weiss Jg. 1878 deportiert 1941 Łodz ermordet 30.6.1943                                                                              |                                     | Eintrag auf stolpersteine-hamburg.de                                                                                             |
| Isestraße 69 ·           | Hillel Chassel                            | Hier wohnte Hillel Chassel Jg. 1876 deportiert 1941 Łodz ermordet 14.7.1943                                                                                       |                                     | Eintrag auf stolpersteine-hamburg.de                                                                                             |
| Isestraße 69 ·           | Michael Frankenthal                       | Hier wohnte Michael Frankenthal Jg. 1866 deportiert 1942 Theresienstadt ermordet 4.11.1942                                                                        |                                     | Eintrag auf stolpersteine-hamburg.de wurde im August 2019 ausgetauscht (vorheriger Stein)                                        |
| Isestraße 69 ·           | Erna Gottlieb geb. Edelheim               | Hier wohnte Erna Gottlieb geb. Edelheim Jg. 1888 deportiert 1941 Minsk ???                                                                                        |                                     | Eintrag auf stolpersteine-hamburg.de                                                                                             |
| Isestraße 69 ·           | Ella Hattendorf                           | Hier wohnte Ella Hattendorf Jg. 1894 deportiert 1941 Riga ??? |                                     | Eintrag auf stolpersteine-hamburg.de                                                                                             |
| Isestraße 69 ·           | Frieda Holländer                          | Hier wohnte Frieda Holländer Jg. 1879 deportiert 1941 Minsk ???                                                                                                   |                                     | Eintrag auf stolpersteine-hamburg.de                                                                                             |
| Isestraße 69 ·           | Gertrud Holländer                         | Hier wohnte Gertrud Holländer Jg. 1881 deportiert 1941 Minsk ???                                                                                                  |                                     | Eintrag auf stolpersteine-hamburg.de                                                                                             |
| Isestraße 69 ·           | Henriette Leuschner geb. Blum             | Hier wohnte Henriette Leuschner geb. Blum Jg. 1859 deportiert 1942 Theresienstadt 1942 Treblinka ermordet                                                         |                                     | Eintrag auf stolpersteine-hamburg.de                                                                                             |
| Isestraße 69 ·           | Elfriede Löpert                           | Hier wohnte Elfriede Löpert Jg. 1936 deportiert 1941 Minsk ??? |                                     | Eintrag auf stolpersteine-hamburg.de                                                                                             |
| Isestraße 69 ·           | Helene Löpert geb. Boehm                  | Hier wohnte Helene Löpert geb. Boehm Jg. 1901 deportiert 1941 Minsk ???                                                                                           |                                     | Eintrag auf stolpersteine-hamburg.de                                                                                             |
| Isestraße 69 ·           | Walter Löpert                             | Hier wohnte Walter Löpert Jg. 1934 deportiert 1941 Minsk ??? |                                     | Eintrag auf stolpersteine-hamburg.de                                                                                             |
| Isestraße 69 ·           | Ella Marcus                               | Hier wohnte Ella Marcus Jg. 1874 deportiert 1941 Łodz weiterdeportiert 15.9.1942 ???                                                                              |                                     | Eintrag auf stolpersteine-hamburg.de                                                                                             |
| Isestraße 69 ·           | Ernst Maren                               | Hier wohnte Ernst Maren Jg. 1867 gedemütigt/entrechtet Flucht in den Tod 16.4.1943                                                                                |                                     | Eintrag auf stolpersteine-hamburg.de                                                                                             |
| Isestraße 69 ·           | Josephine Rosenbaum geb. Elbe             | Hier wohnte Josephine Rosenbaum geb. Elbe Jg. 1877 deportiert 1941 Riga ???                                                                                       |                                     | Eintrag auf stolpersteine-hamburg.de                                                                                             |
| Isestraße 69 ·           | Günther Satz                              | Hier wohnte Günther Satz Jg. 1923 deportiert 1941 Minsk ??? |                                     | Eintrag auf stolpersteine-hamburg.de                                                                                             |
| Isestraße 69 ·           | Selma Satz geb. Kleve                     | Hier wohnte Selma Satz geb. Kleve Jg. 1883 deportiert 1942 Auschwitz ermordet                                                                                     |                                     | Eintrag auf stolpersteine-hamburg.de                                                                                             |
| Isestraße 69 ·           | Else Schattschneider geb. Rosener         | Hier wohnte Else Schattschneider geb. Rosener Jg. 1884 deportiert 1941 Łodz ermordet in Chelmno                                                                   |                                     | Eintrag auf stolpersteine-hamburg.de                                                                                             |
| Isestraße 69 ·           | Gottfried Wolff                           | Hier wohnte Gottfried Wolff Jg. 1870 Freitod 18.7.1942 |                                     | Eintrag auf stolpersteine-hamburg.de Weitere Stolpersteine befinden sich in Lübtheen und in Parchim.                             |
| Isestraße 69 ·           | Lydia Wolff geb. Lychenheim               | Hier wohnte Lydia Wolff geb. Lychenheim Jg. 1878 Freitod 18.7.1942                                                                                                |                                     | Eintrag auf stolpersteine-hamburg.de Ein weiterer Stolperstein befindet sich in Parchim.                                         |
| Isestraße 71 ·           | Edgar Meyer                               | Hier wohnte Edgar Meyer Jg. 1901 deportiert 1941 ermordet in Minsk                                                                                                |                                     | Eintrag auf stolpersteine-hamburg.de                                                                                             |
| Isestraße 71 ·           | Gretchen Meyer geb. Hartig                | Hier wohnte Gretchen Meyer geb. Hartig Jg. 1876 deportiert 1942 Theresienstadt 1942 Treblinka ermordet                                                            |                                     | Eintrag auf stolpersteine-hamburg.de                                                                                             |
| Isestraße 71 ·           | Richard Meyer                             | Hier wohnte Richard Meyer Jg. 1870 deportiert 1942 Theresienstadt 1942 Treblinka ermordet                                                                         |                                     | Eintrag auf stolpersteine-hamburg.de                                                                                             |
| Isestraße 73 ·           | Abraham Alfred Jacobsohn                  | Hier wohnte Abraham Alfred Jacobsohn Jg. 1870 deportiert 1942 Theresienstadt ermordet in Auschwitz                                                                |                                     | Eintrag auf stolpersteine-hamburg.de                                                                                             |
| Isestraße 73 ·           | Franziska Jacobsohn geb. Adler            | Hier wohnte Franziska Jacobsohn geb. Adler Jg. 1879 deportiert 1942 Theresienstadt ermordet in Auschwitz                                                          |                                     | Eintrag auf stolpersteine-hamburg.de                                                                                             |
| Isestraße 74 ·           | Erna Deutschmann geb. Meyer               | Hier wohnte Erna Deutschmann geb. Meyer Jg. 1880 deportiert 1941 Łodz/Litzmannstadt ermordet 19.12.1941                                                           |                                     | Eintrag auf stolpersteine-hamburg.de                                                                                             |
| Isestraße 79 ·           | Charlotte Hecht                           | Hier wohnte Charlotte Hecht Jg. 1893 deportiert 1941 Łodz ??? |                                     | Eintrag auf stolpersteine-hamburg.de                                                                                             |
| Isestraße 79 ·           | Ephraim Hirsch                            | Hier wohnte Ephraim Hirsch Jg. 1883 deportiert 1941 Łodz ??? |                                     | Eintrag auf stolpersteine-hamburg.de                                                                                             |
| Isestraße 79 ·           | Ernestine Hirsch geb. Hillel              | Hier wohnte Ernestine Hirsch geb. Hillel Jg. 1880 deportiert 1941 Łodz ???                                                                                        |                                     | Eintrag auf stolpersteine-hamburg.de                                                                                             |
| Isestraße 79 ·           | Ilse Hirsch                               | Hier wohnte Ilse Hirsch Jg. 1910 deportiert 1941 Łodz ??? |                                     | Eintrag auf stolpersteine-hamburg.de                                                                                             |
| Isestraße 79 ·           | Minna Hirsch                              | Hier wohnte Minna Hirsch Jg. 1909 deportiert 1941 Łodz ??? |                                     | Eintrag auf stolpersteine-hamburg.de                                                                                             |
| Isestraße 79 ·           | Ida Koppel geb. Josephs                   | Hier wohnte Ida Koppel geb. Josephs Jg. 1873 deportiert 1941 Łodz ermordet 9.7.1942                                                                               |                                     | Eintrag auf stolpersteine-hamburg.de                                                                                             |
| Isestraße 79 ·           | Gerda Kuppermann                          | Hier wohnte Gerda Kuppermann Jg. 1922 deportiert 1941 Łodz ermordet 5.7.1943                                                                                      |                                     | Eintrag auf stolpersteine-hamburg.de                                                                                             |
| Isestraße 79 ·           | Henriette Kuppermann                      | Hier wohnte Henriette Kuppermann Jg. 1890 deportiert 1941 Łodz weiterdeportiert 1944 ???                                                                          |                                     | Eintrag auf stolpersteine-hamburg.de                                                                                             |
| Isestraße 79 ·           | Nelly Kuppermann                          | Hier wohnte Nelly Kuppermann Jg. 1920 deportiert 1941 Łodz weiterdeportiert 1944 ???                                                                              |                                     | Eintrag auf stolpersteine-hamburg.de                                                                                             |
| Isestraße 79 ·           | Caesar Laski                              | Hier wohnte Caesar Laski Jg. 1871 deportiert 1941 Łodz 1942 Chelmno ???                                                                                           |                                     | Eintrag auf stolpersteine-hamburg.de                                                                                             |
| Isestraße 80 ·           | Alfred Beer                               | Hier wohnte Alfred Beer Jg. 1896 deportiert 1941 Łodz ermordet 1.4.1942                                                                                           |                                     | Eintrag auf stolpersteine-hamburg.de                                                                                             |
| Isestraße 80 ·           | James Lewie                               | Hier wohnte James Lewie Jg. 1884 verhaftet 1938 KZ Fuhlsbüttel deportiert 1941 Riga ???                                                                           |                                     | Eintrag auf stolpersteine-hamburg.de Ein weiterer Stolperstein befindet sich an der Brahmsallee 24.                              |
| Isestraße 80 ·           | Clara Wiener geb. Grünthal                | Hier wohnte Clara Wiener geb. Grünthal Jg. 1878 deportiert 1942 Theresienstadt ermordet in Auschwitz                                                              |                                     | Eintrag auf stolpersteine-hamburg.de                                                                                             |
| Isestraße 80 ·           | James Wiener                              | Hier wohnte James Wiener Jg. 1873 deportiert 1942 Theresienstadt ermordet 25.12.1942                                                                              |                                     | Eintrag auf stolpersteine-hamburg.de                                                                                             |
| Isestraße 82 ·           | Johanna Michael                           | Hier wohnte Johanna Michael Jg. 1864 deportiert 1942 Theresienstadt ermordet 6.10.1942                                                                            |                                     | Eintrag auf stolpersteine-hamburg.de                                                                                             |
| Isestraße 83 ·           | Irene Levy geb. Lublin                    | Hier wohnte Irene Levy geb. Lublin Jg. 1909 deportiert 1941 Łodz 1942 weiterdeportiert ermordet                                                                   |                                     | Eintrag auf stolpersteine-hamburg.de Ein weiterer Stolperstein befindet sich in der Bogenstraße 32.                              |
| Isestraße 83 ·           | Johanna Lublin geb. Fränkel               | Hier wohnte Johanna Lublin geb. Fränkel Jg. 1874 deportiert 1941 Łodz 1942 weiterdeportiert ermordet                                                              |                                     | Eintrag auf stolpersteine-hamburg.de                                                                                             |
| Isestraße 85 ·           | Erna Baruch geb. Heilbronn                | Hier wohnte Erna Baruch geb. Heilbronn Jg. 1892 deportiert 1941 Minsk ???                                                                                         |                                     | Eintrag auf stolpersteine-hamburg.de                                                                                             |
| Isestraße 85 ·           | Walter Baruch                             | Hier wohnte Walter Baruch Jg. 1882 deportiert 1941 Minsk ??? |                                     | Eintrag auf stolpersteine-hamburg.de                                                                                             |
| Isestraße 85 ·           | Erwin Cohn                                | Hier wohnte Erwin Cohn Jg. 1923 Flucht Holland deportiert 1941 Mauthausen tot 25.8.1941                                                                           |                                     | Eintrag auf stolpersteine-hamburg.de                                                                                             |
| Isestraße 85 ·           | Gretchen Cohn geb. Magnus                 | Hier wohnte Gretchen Cohn geb. Magnus Jg. 1897 deportiert 1941 Łodz 1942 Chelmno ???                                                                              |                                     | Eintrag auf stolpersteine-hamburg.de                                                                                             |
| Isestraße 85 ·           | Max Cohn                                  | Hier wohnte Max Cohn Jg. 1891 deportiert 1941 Łodz 1942 Chelmno ???                                                                                               |                                     | Eintrag auf stolpersteine-hamburg.de                                                                                             |
| Isestraße 85 ·           | Wolfgang Lissauer                         | Hier wohnte Wolfgang Lissauer Jg. 1921 Flucht 1938 Holland interniert deportiert 1942 ermordet in Auschwitz                                                       |                                     | Eintrag auf stolpersteine-hamburg.de                                                                                             |
| Isestraße 85 ·           | Ruth Lissauer                             | Hier wohnte Ruth Lissauer Jg. 1924 Flucht 1938 Holland interniert deportiert 1944 ermordet in Auschwitz                                                           |                                     | Eintrag auf stolpersteine-hamburg.de                                                                                             |
| Isestraße 85 ·           | Senta Lissauer geb. Lippstadt             | Hier wohnte Senta Lissauer geb. Lippstadt Jg. 1899 deportiert 1941 Łodz ???                                                                                       |                                     | Eintrag auf stolpersteine-hamburg.de                                                                                             |
| Isestraße 85 ·           | Cerline Elise Nathan geb. Marcus          | Hier wohnte Cerline Elise Nathan geb. Marcus Jg. 1858 deportiert 1942 Theresienstadt Minsk ???                                                                    |                                     | Eintrag auf stolpersteine-hamburg.de                                                                                             |
| Isestraße 86 ·           | Erna Bragenheim                           | Hier wohnte Erna Bragenheim Jg. 1876 deportiert 1941 ermordet in Łodz                                                                                             |                                     | Eintrag auf stolpersteine-hamburg.de eigentliche letzte Wohnadresse: Großneumarkt 56 (Hamburg-Neustadt)                          |
| Isestraße 86 ·           | Erna Bragenheim geb. Blumenthal           | Hier wohnte Erna Bragenheim geb. Blumenthal Jg. 1888 deportiert 1941 Łodz 1942 Chelmno ermordet                                                                   |                                     | Eintrag auf stolpersteine-hamburg.de                                                                                             |
| Isestraße 86 ·           | Martin Bragenheim                         | Hier wohnte Martin Bragenheim Jg. 1882 eingewiesen Heil- und Pflegeanstalt Langenhorn 'verlegt’ Sept. 1940 Landesanstalt Brandenburg ermordet 23.9.1940 Aktion T4 |                                     | Eintrag auf stolpersteine-hamburg.de                                                                                             |
| Isestraße 86 ·           | Emma Hinrichs geb. Markus                 | Hier wohnte Emma Hinrichs geb. Markus Jg. 1881 deportiert 1941 Łodz ???                                                                                           |                                     | Eintrag auf stolpersteine-hamburg.de                                                                                             |
| Isestraße 86 ·           | Herbert Mitz                              | Hier wohnte Herbert Mitz Jg. 1889 deportiert 1941 Łodz tot 23.2.1942                                                                                              |                                     | Eintrag auf stolpersteine-hamburg.de                                                                                             |
| Isestraße 86 ·           | Jeanette Ostwald                          | Hier wohnte Jeanette Ostwald Jg. 1874 deportiert 1941 Łodz ??? |                                     | Eintrag auf stolpersteine-hamburg.de                                                                                             |
| Isestraße 86 ·           | Sophie Ostwald                            | Hier wohnte Sophie Ostwald Jg. 1882 deportiert 1941 Łodz ??? |                                     | Eintrag auf stolpersteine-hamburg.de                                                                                             |
| Isestraße 86 ·           | Senta Schwarz                             | Hier wohnte Senta Schwarz Jg. 1901 deportiert 1941 Łodz 1942 Chelmno ???                                                                                          |                                     | Eintrag auf stolpersteine-hamburg.de                                                                                             |
| Isestraße 87 ·           | Gretchen Wolfsberg geb. Friedheim         | Hier wohnte Gretchen Wolfsberg geb. Friedheim Jg. 1877 Flucht 1938 Holland interniert Westerbork deportiert 1943 Auschwitz ermordet 5.2.1943                      |                                     | Eintrag auf stolpersteine-hamburg.de                                                                                             |
| Isestraße 90 ·           | Bertha Heinemann geb. Wittmund            | Hier wohnte Bertha Heinemann geb. Wittmund Jg. 1892 deportiert 1941 Minsk ???                                                                                     |                                     | Eintrag auf stolpersteine-hamburg.de                                                                                             |
| Isestraße 90 ·           | Erwin Heinemann                           | Hier wohnte Erwin Heinemann Jg. 1921 Flucht Holland interniert Westerbork deportiert 1943 ermordet in Sobibor                                                     |                                     | Eintrag auf stolpersteine-hamburg.de                                                                                             |
| Isestraße 90 ·           | Gustav Heinemann                          | Hier wohnte Gustav Heinemann Jg. 1883 deportiert 1941 Minsk ???                                                                                                   |                                     | Eintrag auf stolpersteine-hamburg.de                                                                                             |
| Isestraße 90 ·           | Cäcilie Müller geb. Ambor                 | Hier wohnte Cäcilie Müller geb. Ambor Jg. 1914 deportiert 1941 Minsk ???                                                                                          |                                     | Eintrag auf stolpersteine-hamburg.de                                                                                             |
| Isestraße 90 ·           | Denny Müller                              | Hier wohnte Denny Müller Jg. 1941 deportiert 1941 Minsk ??? |                                     | Eintrag auf stolpersteine-hamburg.de                                                                                             |
| Isestraße 90 ·           | Ernst Josef Müller                        | Hier wohnte Ernst Josef Müller Jg. 1906 deportiert 1941 Minsk ???                                                                                                 |                                     | Eintrag auf stolpersteine-hamburg.de                                                                                             |
| Isestraße 91 ·           | Ernst Hofmann                             | Hier wohnte Ernst Hofmann Jg. 1909 deportiert 1942 ermordet in Auschwitz                                                                                          |                                     | Eintrag auf stolpersteine-hamburg.de                                                                                             |
| Isestraße 91 ·           | Karen Hofmann geb. Meyer                  | Hier wohnte Karen Hofmann geb. Meyer Jg. 1908 deportiert 1942 ermordet in Auschwitz                                                                               |                                     | Eintrag auf stolpersteine-hamburg.de                                                                                             |
| Isestraße 91 ·           | Dora Rosa Lewina                          | Hier wohnte Dora Rosa Lewina Jg. 1909 deportiert 1941 Łodz ??? |                                     | Eintrag auf stolpersteine-hamburg.de                                                                                             |
| Isestraße 91 ·           | Dora Oppenheim geb. Oppenheim             | Hier wohnte Dora Oppenheim geb. Oppenheim Jg. 1895 deportiert 1941 Łodz ???                                                                                       |                                     | Eintrag auf stolpersteine-hamburg.de                                                                                             |
| Isestraße 91 ·           | Gustav Oppenheim                          | Hier wohnte Gustav Oppenheim Jg. 1897 deportiert 1941 Łodz ??? |                                     | Eintrag auf stolpersteine-hamburg.de                                                                                             |
| Isestraße 91 ·           | Ilse Oppenheim                            | Hier wohnte Ilse Oppenheim Jg. 1924 deportiert 1941 Łodz ??? |                                     | Eintrag auf stolpersteine-hamburg.de                                                                                             |
| Isestraße 92 ·           | Frieda Wiener geb. Cohen                  | Hier wohnte Frieda Wiener geb. Cohen Jg. 1903 deportiert 1942 ermordet in Auschwitz                                                                               |                                     | Eintrag auf stolpersteine-hamburg.de                                                                                             |
| Isestraße 92 ·           | John Max Wiener                           | Hier wohnte John Max Wiener Jg. 1933 deportiert 1942 ermordet in Auschwitz                                                                                        |                                     | Eintrag auf stolpersteine-hamburg.de                                                                                             |
| Isestraße 92 ·           | Max James Wiener                          | Hier wohnte Max James Wiener Jg. 1900 'Schutzhaft' 1938 Sachsenhausen Flucht 1939 Belgien interniert Drancy deportiert 1942 ermordet in Auschwitz                 |                                     | Eintrag auf stolpersteine-hamburg.de                                                                                             |
| Isestraße 93 ·           | Lina Cossen geb. Stern                    | Hier wohnte Lina Cossen geb. Stern Jg. 1871 Flucht 1939 Holland interniert deportiert 1942 ermordet in Auschwitz                                                  |                                     | Eintrag auf stolpersteine-hamburg.de                                                                                             |
| Isestraße 93 ·           | Valeska Hertz                             | Hier wohnte Valeska Hertz Jg. 1873 deportiert 1941 Łodz ermordet 29.4.1942                                                                                        |                                     | Eintrag auf stolpersteine-hamburg.de                                                                                             |
| Isestraße 93 ·           | Rosa Lion geb. Emanuel                    | Hier wohnte Rosa Lion geb. Emanuel Jg. 1870 deportiert 1941 Łodz ermordet 1943                                                                                    |                                     | Eintrag auf stolpersteine-hamburg.de                                                                                             |
| Isestraße 93 ·           | Lilly Margulies geb. Mandel               | Hier wohnte Lilly Margulies geb. Mandel Jg. 1889 deportiert 1941 Łodz ermordet 3.2.1943                                                                           |                                     | Eintrag auf stolpersteine-hamburg.de                                                                                             |
| Isestraße 93 ·           | Norbert Margulies                         | Hier wohnte Norbert Margulies Jg. 1885 deportiert 1941 Łodz ???                                                                                                   |                                     | Eintrag auf stolpersteine-hamburg.de                                                                                             |
| Isestraße 93 ·           | Ursel Margulies                           | Hier wohnte Ursel Margulies Jg. 1923 deportiert 1941 Łodz |                                     | Eintrag auf stolpersteine-hamburg.de                                                                                             |
| Isestraße 94 ·           | Ida Fränkel geb. Rosenberg                | Hier wohnte Ida Fränkel geb. Rosenberg Jg. 1871 deportiert 1942 Theresienstadt ermordet 2.9.1942                                                                  |                                     | Eintrag auf stolpersteine-hamburg.de                                                                                             |
| Isestraße 94 ·           | Hugo Weinstein                            | Hier wohnte Hugo Weinstein Jg. 1875 deportiert 1941 Riga ermordet                                                                                                 |                                     | Eintrag auf stolpersteine-hamburg.de                                                                                             |
| Isestraße 94 ·           | Martha Weinstein geb. Goldschmidt         | Hier wohnte Martha Weinstein geb. Goldschmidt Jg. 1874 deportiert 1941 Riga ermordet                                                                              |                                     | Eintrag auf stolpersteine-hamburg.de                                                                                             |
| Isestraße 94 ·           | Rosa Weinstein geb. Netheim               | Hier wohnte Rosa Weinstein geb. Netheim Jg. 1877 deportiert 1941 Riga ermordet                                                                                    |                                     | Eintrag auf stolpersteine-hamburg.de                                                                                             |
| Isestraße 96 ·           | Blanka Dreifus geb. Kuder                 | Hier wohnte Blanka Dreifus geb. Kuder Jg. 1888 deportiert 1941 Łodz 1942 weiterdeportiert ermordet                                                                |                                     | Eintrag auf stolpersteine-hamburg.de                                                                                             |
| Isestraße 96 ·           | Max Dreifus                               | Hier wohnte Max Dreifus Jg. 1884 gedemütigt/entrechtet tot 12.9.1941                                                                                              |                                     | Eintrag auf stolpersteine-hamburg.de                                                                                             |
| Isestraße 96 ·           | Selma Schlesinger geb. Philipsen          | Hier wohnte Selma Schlesinger geb. Philipsen Jg. 1876 deportiert 1941 Minsk ermordet                                                                              |                                     | Eintrag auf stolpersteine-hamburg.de                                                                                             |
| Isestraße 96 ·           | Gertrud Singer                            | Hier wohnte Gertrud Singer Jg. 1921 deportiert 1941 Łodz ermordet 16.11.1941                                                                                      |                                     | Eintrag auf stolpersteine-hamburg.de                                                                                             |
| Isestraße 96 ·           | Lot Voss                                  | Hier wohnte Lot Voss Jg. 1890 deportiert 1941 Minsk ermordet |                                     | Eintrag auf stolpersteine-hamburg.de                                                                                             |
| Isestraße 96 ·           | Margarethe Voss geb. Rosenthal            | Hier wohnte Margarethe Voss geb. Rosenthal Jg. 1895 deportiert 1941 Minsk ermordet                                                                                |                                     | Eintrag auf stolpersteine-hamburg.de                                                                                             |
| Isestraße 96 ·           | Uri Voss                                  | Hier wohnte Uri Voss Jg. 1928 deportiert 1941 Minsk ermordet |                                     | Eintrag auf stolpersteine-hamburg.de                                                                                             |
| Isestraße 98 ·           | Emma Cohn                                 | Hier wohnte Emma Cohn Jg. 1871 gedemütigt/entrechtet Flucht in den Tod 16.7.1942                                                                                  |                                     | Eintrag auf stolpersteine-hamburg.de                                                                                             |
| Isestraße 98 ·           | Anna Friedmann geb. Philipsen             | Hier wohnte Anna Friedmann geb. Philipsen Jg. 1877 deportiert 1941 ermordet in Minsk                                                                              |                                     | Eintrag auf stolpersteine-hamburg.de                                                                                             |
| Isestraße 98 ·           | Sallo Friedmann                           | Hier wohnte Sallo Friedmann Jg. 1867 gedemütigt/entrechtet Flucht in den Tod 4.3.1940                                                                             |                                     | Eintrag auf stolpersteine-hamburg.de                                                                                             |
| Isestraße 98 ·           | Amalie Hirschel geb. Hirschel             | Hier wohnte Amalie Hirschel geb. Hirschel Jg. 1860 deportiert 1941 Minsk ermordet                                                                                 |                                     | Eintrag auf stolpersteine-hamburg.de                                                                                             |
| Isestraße 98 ·           | Jenni Kahn geb. Pincus                    | Hier wohnte Jenni Kahn geb. Pincus Jg. 1877 deportiert 1942 Theresienstadt 1944 Auschwitz ermordet                                                                |                                     | Eintrag auf stolpersteine-hamburg.de                                                                                             |
| Isestraße 98 ·           | Johannes Kahn                             | Hier wohnte Johannes Kahn Jg. 1870 deportiert 1942 Theresienstadt ermordet 1.3.1944                                                                               |                                     | Eintrag auf stolpersteine-hamburg.de                                                                                             |
| Isestraße 104 ·          | Julius Hirschfeld                         | Hier wohnte Julius Hirschfeld Jg. 1868 deportiert 1942 Theresienstadt ermordet 1.11.1942                                                                          |                                     | Eintrag auf stolpersteine-hamburg.de                                                                                             |
| Isestraße 113 ·          | Ferdinand Hertz                           | Hier wohnte Ferdinand Hertz Jg. 1861 deportiert 1942 Theresienstadt ermordet 28.7.1942                                                                            |                                     | Eintrag auf stolpersteine-hamburg.de                                                                                             |
| Isestraße 113 ·          | Esther Luria de Lemos                     | Hier wohnte Esther Luria de Lemos Jg. 1863 deportiert 1942 Theresienstadt ermordet 9.9.1942                                                                       |                                     | Eintrag auf stolpersteine-hamburg.de                                                                                             |
| Isestraße 113 ·          | Clara 'Claire'Oettinger geb. Seckel       | Hier wohnte Clara 'Claire' Oettinger geb. Seckel Jg. 1872 Flucht 1935 Holland interniert Westerbork deportiert 1942 Bergen-Belsen ermordet 13.3.1945              |                                     | Eintrag auf stolpersteine-hamburg.de                                                                                             |
| Isestraße 113 ·          | Hans Norbert Oettinger                    | Hier wohnte Hans Norbert Oettinger Jg. 1900 Flucht 1934 Holland interniert Westerbork deportiert 1944 Bergen-Belsen ermordet 17.11.1944                           |                                     | Eintrag auf stolpersteine-hamburg.de                                                                                             |
| Isestraße 115 ·          | Edith Seidler geb. Lipschütz              | Hier wohnte Edith Seidler geb. Lipschütz Jg. 1915 1938 Gefängnis deportiert 1941 Łodz ???                                                                         |                                     | Eintrag auf stolpersteine-hamburg.de                                                                                             |
| Isestraße 117 ·          | Adolf Nathan                              | Hier wohnte Adolf Nathan Jg. 1883 ‚Schutzhaft‘ 1938 KZ Sachsenhausen Flucht 1939 Belgien interniert Saint-Cyprien Gurs ermordet 3.12.1940                         |                                     | Eintrag auf stolpersteine-hamburg.de                                                                                             |
| Isestraße 117 ·          | Else Rosa Nathan geb. Frank               | Hier wohnte Else Rosa Nathan geb. Frank Jg. 1903 Flucht 1939 Belgien mit Hilfe überlebt                                                                           |                                     | Eintrag auf stolpersteine-hamburg.de                                                                                             |
| Isestraße 117 ·          | Ruth Hedwig Nathan                        | Hier wohnte Ruth Hedwig Nathan Jg. 1934 Flucht 1939 Belgien mit Hilfe überlebt                                                                                    |                                     | Eintrag auf stolpersteine-hamburg.de                                                                                             |
| Isestraße 119 ·          | Paula Berkitz geb. Popert                 | Hier wohnte Paula Berkitz geb. Popert Jg. 1879 deportiert 1941 Minsk ???                                                                                          |                                     | Eintrag auf stolpersteine-hamburg.de                                                                                             |
| Isestraße 119 ·          | Hugo Salinger                             | Hier wohnte Dr. Hugo Salinger Jg. 1866 deportiert 1942 Theresienstadt ermordet 8.8.1942                                                                           |                                     | Eintrag auf stolpersteine-hamburg.de Ein weiterer Stolperstein befindet sich in Hamburg-Eimsbüttel.                              |
| Isestraße 119 ·          | Regine Salinger geb. Hirschberg           | Hier wohnte Regine Salinger geb. Hirschberg Jg. 1875 deportiert 1942 Theresienstadt 1944 Auschwitz ermordet                                                       |                                     | Eintrag auf stolpersteine-hamburg.de                                                                                             |
| Isestraße 121 ·          | Ellen Riesenfeld                          | Hier wohnte Ellen Riesenfeld Jg. 1924 deportiert 1941 Minsk ???                                                                                                   |                                     | Eintrag auf stolpersteine-hamburg.de                                                                                             |
| Isestraße 121 ·          | Emma Riesenfeld geb. Schlesinger          | Hier wohnte Emma Riesenfeld geb. Schlesinger Jg. 1899 deportiert 1941 Minsk ???                                                                                   |                                     | Eintrag auf stolpersteine-hamburg.de                                                                                             |
| Isestraße 121 ·          | Erich Joseph Riesenfeld                   | Hier wohnte Erich Joseph Riesenfeld Jg. 1897 verhaftet 1941 KZ Fuhlsbüttel deportiert 1941 Minsk ???                                                              |                                     | Eintrag auf stolpersteine-hamburg.de                                                                                             |
| Isestraße 123 ·          | Johanna Fränkel geb. Bleier               | Hier wohnte Johanna Fränkel geb. Bleier Jg. 1889 deportiert 1942 Auschwitz ermordet                                                                               |                                     | Eintrag auf stolpersteine-hamburg.de                                                                                             |
| Isestraße 125 ·          | Pauline Fürst geb. Flaschner              | Hier wohnte Pauline Fürst geb. Flaschner Jg. 1884 deportiert 1941 Minsk ermordet                                                                                  |                                     | Eintrag auf stolpersteine-hamburg.de                                                                                             |
| Isestraße 125 ·          | Charlotte Haas geb. Fürst                 | Hier wohnte Charlotte Haas geb. Fürst Jg. 1908 deportiert 1941 Minsk ermordet                                                                                     |                                     | Eintrag auf stolpersteine-hamburg.de                                                                                             |
| Isestraße 125 ·          | Ellen Haas                                | Hier wohnte Ellen Haas Jg. 1933 deportiert 1941 Minsk ermordet |                                     | Eintrag auf stolpersteine-hamburg.de                                                                                             |
| Isestraße 127 ·          | Frieda Schindler geb. Eckstein            | Hier wohnte Frieda Schindler geb. Eckstein Jg. 1886 Flucht 1933 Prag 1938 Holland interniert Westerbork deportiert 1943 Sobibor ermordet 26.3.1943                |                                     | Eintrag auf stolpersteine-hamburg.de                                                                                             |
| Isestraße 127 ·          | Isidor Schindler                          | Hier wohnte Isidor Schindler Jg. 1881 Flucht 1933 Prag 1938 Holland interniert Westerbork deportiert 1943 Sobibor ermordet 26.3.1943                              |                                     | Eintrag auf stolpersteine-hamburg.de                                                                                             |
| Isestraße 139 ·          | Felix William Hess                        | Hier wohnte Felix William Hess Jg. 1894 gedemütigt/entrechtet Flucht in den Tod 12.11.1938                                                                        |                                     | Eintrag auf stolpersteine-hamburg.de                                                                                             |
| Isestraße 146 ·          | Yvonne Mewes                              | Hier lehrte Yvonne Mewes Jg. 1900 verhaftet KZ Ravensbrück ermordet 6.1.1945                                                                                      |                                     | Ein weiterer Stolperstein befindet sich in Hamburg-Winterhude. Eintrag auf stolpersteine-hamburg.de                              |
| Jungfrauenthal 6 ·       | Minna Josephsohn                          | Hier wohnte Dr. Minna Josephsohn Jg. 1893 gedemütigt/entrechtet Flucht in den Tod 12.6.1943                                                                       |                                     | Eintrag auf stolpersteine-hamburg.de                                                                                             |
| Jungfrauenthal 6 ·       | Bella Pariser geb. Mendel                 | Hier wohnte Bella Pariser geb. Mendel Jg. 1882 Flucht 1939 Schweden tot 4.12.1940                                                                                 |                                     | Eintrag auf stolpersteine-hamburg.de                                                                                             |
| Jungfrauenthal 8 ·       | Iwan Hesse                                | Hier wohnte Iwan Hesse Jg. 1872 gedemütigt/entrechtet Flucht in den Tod 28.10.1941                                                                                |                                     | Eintrag auf stolpersteine-hamburg.de                                                                                             |
| Jungfrauenthal 8 ·       | Anna Messias geb. Hesse                   | Hier wohnte Anna Messias geb. Hesse Jg. 1867 deportiert 1942 Theresienstadt Minsk ???                                                                             |                                     | Eintrag auf stolpersteine-hamburg.de                                                                                             |
| Jungfrauenthal 8 ·       | Lothar Meyer                              | Hier wohnte Lothar Meyer Jg. 1925 Flucht Holland interniert Westerbork deportiert 1942 Auschwitz ermordet 16.8.1942                                               |                                     | Eintrag auf stolpersteine-hamburg.de                                                                                             |
| Jungfrauenthal 8 ·       | Martha Meyer geb. Gutmann                 | Hier wohnte Martha Meyer geb. Gutmann Jg. 1891 Flucht Holland interniert Westerbork deportiert 1942 Auschwitz ermordet 10.8.1942                                  |                                     | Eintrag auf stolpersteine-hamburg.de                                                                                             |
| Jungfrauenthal 8 ·       | Ruth Meyer                                | Hier wohnte Ruth Meyer Jg. 1923 Flucht Holland interniert Westerbork deportiert 1942 Auschwitz ermordet 10.8.1942                                                 |                                     | Eintrag auf stolpersteine-hamburg.de                                                                                             |
| Jungfrauenthal 8 ·       | Pauline Wolff                             | Hier wohnte Pauline Wolff Jg. 1870 Flucht in den Tod 14.7.1942 |                                     | Eintrag auf stolpersteine-hamburg.de                                                                                             |
| Jungfrauenthal 12 ·      | Bruno Berger                              | Hier wohnte Bruno Berger Jg. 1880 deportiert 1942 Theresienstadt ermordet in Auschwitz                                                                            |                                     | Eintrag auf stolpersteine-hamburg.de                                                                                             |
| Jungfrauenthal 12 ·      | Paula Meyer                               | Hier wohnte Paula Meyer Jg. 1882 Freitod 5.12.1941 |                                     | Eintrag auf stolpersteine-hamburg.de                                                                                             |
| Jungfrauenthal 14 ·      | Bertha Koopmann geb. Fränkel              | Hier wohnte Bertha Koopmann geb. Fränkel Jg. 1869 deportiert 1942 Theresienstadt 1944 Auschwitz ermordet                                                          |                                     | Eintrag auf stolpersteine-hamburg.de                                                                                             |
| Jungfrauenthal 17 ·      | Alice Streim                              | Hier wohnte Alice Streim Jg. 1926 deportiert 1941 Łodz ermordet                                                                                                   |                                     | Eintrag auf stolpersteine-hamburg.de                                                                                             |
| Jungfrauenthal 17 ·      | Edith Streim geb. Wolff                   | Hier wohnte Edith Streim geb. Wolff Jg. 1898 deportiert 1941 Łodz ermordet                                                                                        |                                     | Eintrag auf stolpersteine-hamburg.de                                                                                             |
| Jungfrauenthal 17 ·      | Iwan Streim                               | Hier wohnte Iwan Streim Jg. 1886 deportiert 1941 Łodz ermordet |                                     | Eintrag auf stolpersteine-hamburg.de                                                                                             |
| Jungfrauenthal 20 ·      | Gertrud Anna Cohn geb. Jacoby             | Hier wohnte Gertrud Anna Cohn geb. Jacoby Jg. 1884 deportiert 1941 Riga-Jungfernhof ermordet                                                                      |                                     | Eintrag auf stolpersteine-hamburg.de                                                                                             |
| Jungfrauenthal 20 ·      | Leopold Cohn                              | Hier wohnte Leopold Cohn Jg. 1873 deportiert 1941 Riga-Jungfernhof ermordet                                                                                       |                                     | Eintrag auf stolpersteine-hamburg.de Ein weiterer Stolperstein befindet sich in Hamburg-Altstadt.                                |
| Jungfrauenthal 20 ·      | Bernhard David                            | Hier wohnte Bernhard David Jg. 1869 gedemütigt/entrechtet Flucht in den Tod 23.7.1942                                                                             |                                     | Eintrag auf stolpersteine-hamburg.de                                                                                             |
| Jungfrauenthal 20 ·      | Elfriede David geb. Perutz                | Hier wohnte Elfriede David geb. Perutz Jg. 1884 Selbstmord 14.7.1942                                                                                              |                                     | Eintrag auf stolpersteine-hamburg.de                                                                                             |
| Jungfrauenthal 22 ·      | Jenny Breslauer                           | Hier wohnte Jenny Breslauer Jg. 1897 deportiert 1941 Minsk ermordet                                                                                               |                                     | Eintrag auf stolpersteine-hamburg.de                                                                                             |
| Jungfrauenthal 22 ·      | Paula Breslauer                           | Hier wohnte Paula Breslauer Jg. 1895 deportiert 1941 Minsk ermordet                                                                                               |                                     | Eintrag auf stolpersteine-hamburg.de                                                                                             |
| Jungfrauenthal 22 ·      | Johanna-Rosa Meyer-Udewald                | Hier wohnte Dr. Johanna-Rosa Meyer-Udewald Jg. 1894 Flucht 1937 Belgien interniert Mechelen deportiert 1943 ermordet in Auschwitz                                 |                                     | Eintrag auf stolpersteine-hamburg.de                                                                                             |
| Jungfrauenthal 22 ·      | Hans Meyer-Udewald                        | Hier wohnte Hans Meyer-Udewald Jg. 1929 Flucht 1937 Belgien 1940 Frankreich interniert 1942 Angers deportiert 1942 ermordet in Auschwitz                          |                                     | Eintrag auf stolpersteine-hamburg.de                                                                                             |
| Jungfrauenthal 22 ·      | Valentine Meyer-Udewald geb. Sakom        | Hier wohnte Valentine Meyer-Udewald geb. Sakom Jg. 1908 Flucht 1937 Belgien 1940 Frankreich interniert 1942 Angers deportiert 1942 ermordet in Auschwitz          |                                     | Eintrag auf stolpersteine-hamburg.de                                                                                             |
| Jungfrauenthal 24 ·      | Emma Heinemann                            | Hier wohnte Emma Heinemann Jg. 1883 deportiert 1941 Łodz weiterdeportiert ???                                                                                     |                                     | Eintrag auf stolpersteine-hamburg.de                                                                                             |
| Jungfrauenthal 26 ·      | Gertrud Goldschmidt                       | Hier wohnte Gertrud Goldschmidt geb. Aschheim Jg. 1873 deportiert 1942 Theresienstadt 1944 Auschwitz ermordet 15.4.1944                                           |                                     | Eintrag auf stolpersteine-hamburg.de                                                                                             |
| Jungfrauenthal 28 ·      | Manfred Gutmann                           | Hier wohnte Manfred Gutmann Jg. 1869 deportiert 1942 Theresienstadt ermordet 15.8.1942                                                                            |                                     | Eintrag auf stolpersteine-hamburg.de                                                                                             |
| Jungfrauenthal 28 ·      | Rosa Gutmann geb. Epstein                 | Hier wohnte Rosa Gutmann geb. Epstein Jg. 1872 deportiert 1942 Theresienstadt ermordet 5.3.1943                                                                   |                                     | Eintrag auf stolpersteine-hamburg.de                                                                                             |
| Jungfrauenthal 28 ·      | Lea Levie                                 | Hier wohnte Lea Levie Jg. 1886 Flucht 1939 Holland interniert Westerbork deportiert 1943 ermordet in Auschwitz                                                    |                                     | Eintrag auf stolpersteine-hamburg.de                                                                                             |
| Jungfrauenthal 31 ·      | Senta Löwenthal geb. Jacobsohn            | Hier wohnte Senta Löwenthal geb. Jacobsohn deportiert 1941 Riga ???                                                                                               |                                     | Eintrag auf stolpersteine-hamburg.de                                                                                             |
| Jungfrauenthal 37 ·      | Sophie Rosalie Alexander geb. Markus      | Hier wohnte Sophie Rosalie Alexander geb. Markus Jg. 1868 deportiert 1942 Theresienstadt 1942 Treblinka ermordet                                                  |                                     | Eintrag auf stolpersteine-hamburg.de                                                                                             |
| Jungfrauenthal 37 ·      | Hendel Henny Behrend geb. Heymann         | Hier wohnte Hendel Henny Behrend geb. Heymann Jg. 1873 deportiert 1942 Theresienstadt 1942 Treblinka ermordet                                                     |                                     | Eintrag auf stolpersteine-hamburg.de Ein weiterer Stolperstein – mit abweichenden Lebensdaten – befindet sich in Friedrichstadt. |
| Jungfrauenthal 37 ·      | Henny Dublon                              | Hier wohnte Henny Dublon Jg. 1893 deportiert 1942 Theresienstadt 1943 Auschwitz ermordet                                                                          |                                     | Eintrag auf stolpersteine-hamburg.de                                                                                             |
| Jungfrauenthal 37 ·      | Else Freudenthal geb. Badt                | Hier wohnte Else Freudenthal geb. Badt Jg. 1893 deportiert 1942 Theresienstadt ermordet 1944 in Auschwitz                                                         |                                     | Eintrag auf stolpersteine-hamburg.de                                                                                             |
| Jungfrauenthal 37 ·      | Ludwig Freudenthal                        | Hier wohnte Dr. Ludwig Freudenthal Jg. 1885 1938 KZ Fuhlsbüttel deportiert 1942 Theresienstadt ermordet in Auschwitz                                              |                                     | Eintrag auf stolpersteine-hamburg.de                                                                                             |
| Jungfrauenthal 37 ·      | Jakob Grünbaum                            | Hier wohnte Jakob Grünbaum Jg. 1861 deportiert 1942 Theresienstadt ermordet 7.12.1942                                                                             |                                     | Eintrag auf stolpersteine-hamburg.de                                                                                             |
| Jungfrauenthal 37 ·      | Lea Grünbaum geb. Levy                    | Hier wohnte Lea Grünbaum geb. Levy Jg. 1871 deportiert 1942 Theresienstadt ermordet 4.4.1943                                                                      |                                     | Eintrag auf stolpersteine-hamburg.de                                                                                             |
| Jungfrauenthal 37 ·      | Elchanan Jarecki                          | Elchanan Jarecki Jg. 1936 deportiert 1942 Theresienstadt 1944 Auschwitz ermordet                                                                                  |                                     | Eintrag auf stolpersteine-hamburg.de Ein weiterer Stolperstein befindet sich in Hamburg-Rotherbaum.                              |
| Jungfrauenthal 37 ·      | Renate Jarecki geb. Alexandrowitz         | Hier wohnte Renate Jarecki geb. Alexandrowitz Jg. 1889 deportiert 1942 Theresienstadt 1944 Auschwitz ermordet                                                     |                                     | Eintrag auf stolpersteine-hamburg.de                                                                                             |
| Jungfrauenthal 37 ·      | Arnold Rosenbaum                          | Hier wohnte Arnold Rosenbaum Jg. 1858 deportiert 1942 Theresienstadt ermordet 5.8.1942                                                                            |                                     | Eintrag auf stolpersteine-hamburg.de                                                                                             |
| Jungfrauenthal 53 ·      | Anne-Marie Caspary                        | Hier wohnte Anne-Marie Caspary Jg. 1920 deportiert 1941 Riga 1944 KZ Stutthof ermordet 3.5.1945                                                                   |                                     | Eintrag auf stolpersteine-hamburg.de                                                                                             |
| Jungfrauenthal 53 ·      | Fritz Meseritz                            | Hier wohnte Fritz Meseritz Jg. 1876 deportiert 1941 Riga ??? |                                     | Eintrag auf stolpersteine-hamburg.de                                                                                             |
| Jungfrauenthal 53 ·      | Olga Meseritz geb. Chanange               | Hier wohnte Olga Meseritz geb. Chanange Jg. 1890 deportiert 1941 Riga ???                                                                                         |                                     | Eintrag auf stolpersteine-hamburg.de                                                                                             |
| Klosterallee 47 ·        | Ernst Levy                                | Hier wohnte Ernst Levy Jg. 1914 deportiert ermordet in Auschwitz                                                                                                  |                                     | Eintrag auf stolpersteine-hamburg.de Stolperstein liegt gegenüber der Einmündung Klosterallee/Oberstraße                         |
| Klosterallee 49 ·        | Clara Cassuto geb. Fienemann              | Hier wohnte Clara Cassuto geb. Fienemann Jg. 1882 deportiert 1942 Theresienstadt 1944 Auschwitz ermordet                                                          |                                     | Eintrag auf stolpersteine-hamburg.de                                                                                             |
| Klosterallee 49 ·        | Ernst Antonio Cassuto                     | Hier wohnte Ernst Antonio Cassuto Jg. 1931 deportiert 1942 Theresienstadt 1944 Auschwitz ermordet                                                                 |                                     | Eintrag auf stolpersteine-hamburg.de                                                                                             |
| Klosterallee 49 ·        | Raphael Moses Cassuto                     | Hier wohnte Raphael Moses Cassuto Jg. 1882 deportiert 1942 Theresienstadt 1944 Auschwitz ermordet                                                                 |                                     | Eintrag auf stolpersteine-hamburg.de                                                                                             |
| Klosterallee 49 ·        | Rolf Halberstadt                          | Hier wohnte Rolf Halberstadt Jg. 1930 deportiert 1941 Minsk ermordet                                                                                              |                                     | Eintrag auf stolpersteine-hamburg.de                                                                                             |
| Klosterallee 49 ·        | Siegfried Halberstadt                     | Hier wohnte Siegfried Halberstadt Jg. 1890 deportiert 1941 Minsk ermordet                                                                                         |                                     | Eintrag auf stolpersteine-hamburg.de                                                                                             |
| Klosterallee 51 ·        | Aron Luria                                | Hier wohnte Dr. Aron Luria Jg. 1869 deportiert 1942 Theresienstadt ermordet 2.12.1942                                                                             |                                     | Eintrag auf stolpersteine-hamburg.de                                                                                             |
| Klosterallee 51 ·        | Stefanie Luria geb. Falk                  | Hier wohnte Stefanie Luria geb. Falk Jg. 1873 deportiert 1942 Theresienstadt ermordet 5.8.1944                                                                    |                                     | Eintrag auf stolpersteine-hamburg.de                                                                                             |
| Klosterallee 65 ·        | Lisbeth Bernhard geb. Kramer              | Hier wohnte Lisbeth Bernhard geb. Kramer Jg. 1901 deportiert 1941 Minsk ermordet                                                                                  |                                     | Eintrag auf stolpersteine-hamburg.de                                                                                             |
| Klosterallee 65 ·        | Lotte Bernhard                            | Hier wohnte Lotte Bernhard Jg. 1929 deportiert 1941 Minsk ermordet                                                                                                |                                     | Eintrag auf stolpersteine-hamburg.de                                                                                             |
| Klosterallee 65 ·        | Paul Bernhard                             | Hier wohnte Paul Bernhard Jg. 1895 deportiert 1941 Minsk ermordet                                                                                                 |                                     | Eintrag auf stolpersteine-hamburg.de                                                                                             |
| Klosterallee 65 ·        | Gertrud Leseberg geb. Ascher              | Hier wohnte Gertrud Leseberg geb. Ascher Jg. 1884 deportiert 1941 Łodz/Litzmannstadt ermordet 1.7.1942                                                            |                                     | Eintrag auf stolpersteine-hamburg.de                                                                                             |
| Klosterallee 76 ·        | Edgar Fels                                | Hier wohnte Dr. Edgar Fels Jg. 1885 ‚Schutzhaft‘ 1938 KZ Fuhlsbüttel deportiert 1941 Łodz/Litzmannstadt ermordet 22.5.1942                                        |                                     | Eintrag auf stolpersteine-hamburg.de Ein weiterer Stolperstein befindet sich in Hamburg-Rotherbaum.                              |
| Klosterallee 76 ·        | Elly Oster geb. Lehmann                   | Hier wohnte Elly Oster geb. Lehmann Jg. 1900 deportiert 1941 Łodz 1942 Chelmno ermordet                                                                           |                                     | Eintrag auf stolpersteine-hamburg.de                                                                                             |
| Klosterallee 76 ·        | Paul Oster                                | Hier wohnte Paul Oster Jg. 1900 Flucht 1938 Holland interniert Westerbork deportiert 1943 Auschwitz ermordet 31.3.1944                                            |                                     | Eintrag auf stolpersteine-hamburg.de                                                                                             |
| Klosterstern 5 ·         | Walter Bohne                              | Hier erschossen von der Gestapo Walter Bohne Jg. 1903 im Widerstand verhaftet 1934 KZ Fuhlsbüttel 1942 UG Hamburg Flucht/versteckt tot 5.1.1944                   |                                     | Eintrag auf stolpersteine-hamburg.de                                                                                             |
| Klosterstern 5 ·         | Anna Heymann geb. Fränkel                 | Hier wohnte Anna Heymann geb. Fränkel Jg. 1856 deportiert 1943 Theresienstadt ermordet 17.9.1943                                                                  |                                     | Eintrag auf stolpersteine-hamburg.de                                                                                             |
| Klosterstieg 4 ·         | Walter Samuel                             | Hier wohnte Dr. Walter Samuel Jg. 1875 gedemütigt/entrechtet Flucht in den Tod 25.3.1943                                                                          |                                     | Weitere Stolpersteine befinden sich in Hamburg-Altstadt und Hamburg-Neustadt. Eintrag auf stolpersteine-hamburg.de               |
| Mittelweg 58 ·           | Felix Matthies                            | Hier wohnte Felix Matthies Jg. 1882 deportiert 1943 Theresienstadt Auschwitz ???                                                                                  |                                     | Eintrag auf stolpersteine-hamburg.de                                                                                             |
| Mittelweg 69 ·           | Berthold Strauss                          | Hier wohnte Berthold Strauss Jg. 1873 gedemütigt/entrechtet Flucht in den Tod 23.2.1939                                                                           |                                     | Eintrag auf stolpersteine-hamburg.de                                                                                             |
| Mittelweg 69 ·           | Manfred Strauss                           | Hier wohnte Manfred Strauss Jg. 1920 Flucht 1937 Holland interniert Westerbork deportiert 1943 Sobibor ermordet 23.7.1943                                         |                                     | Eintrag auf stolpersteine-hamburg.de                                                                                             |
| Mittelweg 87 ·           | Samuel Wachtel                            | Hier wohnte Samuel Wachtel Jg. 1852 deportiert 1942 Theresienstadt tot 7.12.1942                                                                                  |                                     | Eintrag auf stolpersteine-hamburg.de                                                                                             |
| Mittelweg 89 ·           | Max Eichholz                              | Hier wohnte Dr. Max Eichholz Jg. 1881 Gestapohaft 1935/37/39–42 KZ Fuhlsbüttel deportiert 1942 ermordet 12.1.1943 in Auschwitz                                    |                                     | Eintrag auf stolpersteine-hamburg.de Ein weiterer Stolperstein befindet sich in Hamburg-Altstadt.                                |
| Mittelweg 89 ·           | Hermann Elias                             | Hier wohnte Hermann Elias Jg. 1867 gedemütigt/entrechtet Flucht in den Tod 29. Dez. 1938                                                                          |                                     | Eintrag auf stolpersteine-hamburg.de                                                                                             |
| Mittelweg 112 ·          | Klaus-Peter Volstedt                      | Hier wohnte Klaus-Peter Volstedt Jg. 1941 eingewiesen 1942 Alsterdorfer Anstalten ‚verlegt‘ 7.8.1943 Kalmenhof-Idstein ‚Kinderfachabteilung‘ ermordet 16.9.1944   |                                     | Eintrag auf stolpersteine-hamburg.de                                                                                             |
| Mittelweg 117 ·          | Alice Julie Kruse                         | Hier wohnte Alice Julie Kruse Jg. 1899 deportiert 1945 Theresienstadt befreit                                                                                     |                                     | Eintrag auf stolpersteine-hamburg.de                                                                                             |
| Oberstraße 2 ·           | Fritz Egon Sanders                        | Hier wohnte Fritz Egon Sanders Jg. 1921 Flucht Holland interniert deportiert 1942 Auschwitz ermordet 21.1.1945 Außenlager Blechhammer                             |                                     | Eintrag auf stolpersteine-hamburg.de                                                                                             |
| Oberstraße 2 ·           | Johanna Sanders geb. Ruben                | Hier wohnte Johanna Sanders geb. Ruben Jg. 1868 Flucht Holland interniert Westerbork deportiert 1943 Sobibor ermordet 2.7.1943                                    |                                     | Eintrag auf stolpersteine-hamburg.de                                                                                             |
| Oberstraße 2 ·           | Kurt Werner Sanders                       | Hier wohnte Kurt Werner Sanders Jg. 1913 Flucht Holland interniert Westerbork deportiert 1943 Sobibor ermordet 30.4.1943                                          |                                     | Eintrag auf stolpersteine-hamburg.de                                                                                             |
| Oberstraße 2 ·           | Susanna Sanders                           | Hier wohnte Susanna Sanders Jg. 1881 deportiert 1942 ermordet in Auschwitz                                                                                        |                                     | Eintrag auf stolpersteine-hamburg.de                                                                                             |
| Oberstraße 2 ·           | Ernst Wartenberger                        | Hier wohnte Ernst Wartenberger Jg. 1873 deportiert 1942 Theresienstadt ermordet 30.9.1942                                                                         |                                     | Eintrag auf stolpersteine-hamburg.de                                                                                             |
| Oberstraße 2 ·           | Jenny Wartenberger geb. Borchardt         | Hier wohnte Jenny Wartenberger geb. Borchardt Jg. 1888 deportiert 1942 Theresienstadt ermordet 1.2.1943 Auschwitz                                                 |                                     | Eintrag auf stolpersteine-hamburg.de                                                                                             |
| Oberstraße 3 ·           | Amalia Rosa Baumwollspinner geb. Nussbaum | Hier wohnte Amalia Rosa Baumwollspinner geb. Nussbaum Jg. 1898 Flucht 1939 Sambor deportiert 1942 ermordet in Belzec                                              |                                     | Eintrag auf stolpersteine-hamburg.de                                                                                             |
| Oberstraße 3 ·           | Salomon Baumwollspinner                   | Hier wohnte Salomon Baumwollspinner Jg. 1889 ausgewiesen 1938 Zbaszyn Flucht 1939 Sambor deportiert 1942 ermordet in Belzec                                       |                                     | Eintrag auf stolpersteine-hamburg.de                                                                                             |
| Oberstraße 3 ·           | Sara Benjamin                             | Hier wohnte Sara Benjamin Jg. 1859 deportiert 1941 Riga ermordet                                                                                                  |                                     | Eintrag auf stolpersteine-hamburg.de                                                                                             |
| Oberstraße 5 ·           | Rosa Hirsch                               | Hier wohnte Rosa Hirsch Jg. 1886 deportiert 1941 Łodz weiterdeportiert 1942 ???                                                                                   |                                     | Eintrag auf stolpersteine-hamburg.de                                                                                             |
| Oberstraße 5 ·           | Julius Kobler                             | Hier wohnte Julius Kobler Jg. 1866 Verweigerung einer Operation tot 22.6.1942                                                                                     |                                     | Eintrag auf stolpersteine-hamburg.de Ein weiterer Stolperstein befindet sich in Hamburg-St.Georg.                                |
| Oberstraße 5 ·           | Jenny Schiff geb. Zadich                  | Hier wohnte Jenny Schiff geb. Zadich Jg. 1860 deportiert 1942 Theresienstadt tot 27.7.1942                                                                        |                                     | Eintrag auf stolpersteine-hamburg.de                                                                                             |
| Oberstraße 14 ·          | Fritz Harald Tachau                       | Hier wohnte Fritz Harald Tachau Jg. 1904 Gestapohaft deportiert 1942 Auschwitz ermordet 30.1.1943                                                                 |                                     | Eintrag auf stolpersteine-hamburg.de Stolperstein liegt gegenüber der Einmündung Klosterallee/Oberstraße                         |
| Oberstraße 16–18 ·       | Bertha Kaufmann                           | Hier wohnte Bertha Kaufmann Jg. 1878 eingewiesen 1940 Heilanstalt Langenhorn ‚verlegt‘ 23.9.1940 Brandenburg ermordet 23.9.1940 ‚Aktion T4‘                       |                                     | Eintrag auf stolpersteine-hamburg.de                                                                                             |
| Oberstraße 16–18 ·       | Martha Wolff geb. Strauss                 | Hier wohnte Martha Wolff geb. Strauss Jg. 1891 deportiert 1941 ermordet in Minsk                                                                                  |                                     | Eintrag auf stolpersteine-hamburg.de                                                                                             |
| Oberstraße 16–18 ·       | Michael Wolff                             | Hier wohnte Michael Wolff Jg. 1878 deportiert 1941 ermordet in Minsk                                                                                              |                                     | Eintrag auf stolpersteine-hamburg.de                                                                                             |
| Oberstraße 16–18 ·       | Gertrud Wulf                              | Hier wohnte Gertrud Wulf Jg. 1895 deportiert 1943 Theresienstadt ermordet 1.6.1944                                                                                |                                     | Eintrag auf stolpersteine-hamburg.de                                                                                             |
| Oberstraße 16–18 ·       | Paul Wulf                                 | Hier wohnte Paul Wulf Jg. 1892 Flucht 1939 Frankreich interniert Drancy deportiert 1942 ermordet in Auschwitz                                                     |                                     | Eintrag auf stolpersteine-hamburg.de                                                                                             |
| Oberstraße 62 ·          | Moritz Magnus                             | Hier wohnte Moritz Magnus Jg. 1867 deportiert 1943 Theresienstadt ermordet 5.4.1944                                                                               |                                     | Eintrag auf stolpersteine-hamburg.de                                                                                             |
| Oberstraße 95 ·          | Johanna Maas                              | Hier wohnte Johanna Maass Jg. 1886 deportiert 1941 ermordet in Minsk                                                                                              |                                     | Eintrag auf stolpersteine-hamburg.de                                                                                             |
| Oberstraße 107 ·         | Helene C. Philipp geb. Bass               | Hier wohnte Helene C. Philipp geb. Bass Jg. 1881 Flucht 1936 Holland deportiert 1943 Bergen-Belsen ermordet 14.1.1945                                             |                                     | Eintrag auf stolpersteine-hamburg.de                                                                                             |
| Oberstraße 107 ·         | Julius Philipp                            | Hier wohnte Julius Philipp Jg. 1878 Flucht 1936 Holland deportiert 1943 Bergen-Belsen ermordet 15.3.1944                                                          |                                     | Eintrag auf stolpersteine-hamburg.de                                                                                             |
| Oberstraße 107 ·         | Richard J. Philipp                        | Hier wohnte Richard J. Philipp Jg. 1917 Flucht 1936 Holland deportiert 1944 Mauthausen ermordet 10.3.1945                                                         |                                     | Eintrag auf stolpersteine-hamburg.de                                                                                             |
| Oberstraße 107 ·         | Cäsar Wolf                                | Hier wohnte Cäsar Wolf Jg. 1874 gedemütigt/entrechtet Flucht in den Tod 13.5.1933                                                                                 |                                     | Eintrag auf stolpersteine-hamburg.de Weitere Stolpersteine befinden sich in Hamburg-Altstadt und Hamburg-Sternschanze.           |
| Oberstraße 107 ·         | Elisabeth Wolf geb. Meyer                 | Hier wohnte Elisabeth Wolf geb. Meyer Jg. 1877 gedemütigt/entrechtet Flucht in den Tod 4.12.1941                                                                  |                                     | Eintrag auf stolpersteine-hamburg.de                                                                                             |
| Oberstraße 117 ·         | Helene Grossmann geb. Hühn                | Hier wohnte Helene Grossmann geb. Hühn Jg. 1921 deportiert 1941 Łodz/Litzmannstadt ermordet                                                                       |                                     | Eintrag auf stolpersteine-hamburg.de                                                                                             |
| Oberstraße 117 ·         | Rosa Hühn geb. Michel                     | Hier wohnte Rosa Hühn geb. Michel Jg. 1892 deportiert 1941 Łodz/Litzmannstadt ermordet                                                                            |                                     | Eintrag auf stolpersteine-hamburg.de                                                                                             |
| Oberstraße 134 ·         | Bedrich Meissl                            | Hier wohnte Bedrich Meissl Jg. 1895 Flucht Tschechien deportiert 1941 Theresienstadt 1944 Auschwitz ermordet                                                      |                                     | Eintrag auf stolpersteine-hamburg.de                                                                                             |
| Oderfelder Straße 7 ·    | Anna Mathiason geb. Spiro                 | Hier wohnte Anna Mathiason geb. Spiro Jg. 1869 deportiert 1942 Theresienstadt ermordet 27.10.1942                                                                 |                                     | Eintrag auf stolpersteine-hamburg.de                                                                                             |
| Oderfelder Straße 7 ·    | Moritz Weis                               | Hier wohnte Moritz Weis Jg. 1871 deportiert 1942 Theresienstadt 1944 Auschwitz ermordet                                                                           |                                     | Eintrag auf stolpersteine-hamburg.de                                                                                             |
| Oderfelder Straße 7 ·    | Sarah Weis geb. Blimowitsch               | Hier wohnte Sarah Weis geb. Blimowitsch Jg. 1888 deportiert 1942 Theresienstadt 1944 Auschwitz ermordet                                                           |                                     | Eintrag auf stolpersteine-hamburg.de                                                                                             |
| Oderfelder Straße 8 ·    | Richard Lubinski                          | Hier wohnte Richard Lubinski Jg. 1896 deportiert 1941 Lodz/Litzmannstadt 1942 Chelmno/Kulmhof ermordet                                                            |                                     | Eintrag auf stolpersteine-hamburg.de                                                                                             |
| Oderfelder Straße 9 ·    | Brigitte Friedländer                      | Hier wohnte Brigitte Friedländer Jg. 1922 deportiert 1941 Łodz ermordet in Chelmno                                                                                |                                     | Eintrag auf stolpersteine-hamburg.de                                                                                             |
| Oderfelder Straße 11 ·   | Jenny Nathan geb. Mindus                  | Hier wohnte Jenny Nathan geb. Mindus Jg. 1876 deportiert 1942 Theresienstadt 1942 Treblinka ermordet                                                              |                                     | Eintrag auf stolpersteine-hamburg.de                                                                                             |
| Oderfelder Straße 11 ·   | Maurice Nathan                            | Hier wohnte Maurice Nathan Jg. 1866 deportiert 1942 Theresienstadt 1942 Treblinka ermordet                                                                        |                                     | Eintrag auf stolpersteine-hamburg.de                                                                                             |
| Oderfelder Straße 13 ·   | Olga Herschel                             | Hier wohnte Dr. Olga Herschel Jg. 1885 Freitod 17.11.1938 |                                     | Eintrag auf stolpersteine-hamburg.de                                                                                             |
| Oderfelder Straße 15 ·   | Adolf Max Ahronheim                       | Hier wohnte Adolf Max Ahronheim Jg. 1923 Flucht 1935 Holland interniert Westerbork deportiert 1942 ermordet in Auschwitz                                          |                                     | Eintrag auf stolpersteine-hamburg.de                                                                                             |
| Oderfelder Straße 15 ·   | Egla Emma Ahronheim geb. Kallmes          | Hier wohnte Egla Emma Ahronheim geb. Kallmes Jg. 1896 Flucht 1935 Holland interniert Westerbork deportiert 1943 ermordet in Auschwitz                             |                                     | Eintrag auf stolpersteine-hamburg.de                                                                                             |
| Oderfelder Straße 15 ·   | Karl Max Ahronheim                        | Hier wohnte Karl Max Ahronheim Jg. 1926 Flucht 1935 Holland interniert Westerbork deportiert 1943 ermordet in Auschwitz                                           |                                     | Eintrag auf stolpersteine-hamburg.de                                                                                             |
| Oderfelder Straße 15 ·   | Max Ahronheim                             | Hier wohnte Max Ahronheim Jg. 1888 Flucht Holland interniert Westerbork deportiert 1942 Auschwitz ermordet 10.9.1943                                              |                                     | Eintrag auf stolpersteine-hamburg.de                                                                                             |
| Oderfelder Straße 15 ·   | Bettie Brandenstein geb. Treumann         | Hier wohnte Bettie Brandenstein geb. Treumann Jg. 1882 deportiert 1942 ermordet in Auschwitz                                                                      |                                     | Eintrag auf stolpersteine-hamburg.de                                                                                             |
| Oderfelder Straße 15 ·   | Max Brandenstein                          | Hier wohnte Dr. Max Brandenstein Jg. 1874 deportiert 1942 ermordet in Auschwitz                                                                                   |                                     | Eintrag auf stolpersteine-hamburg.de Ein weiterer Stolperstein befindet sich in Hamburg-Eilbek.                                  |
| Oderfelder Straße 15 ·   | Ernst Wallach                             | Hier wohnte Ernst Wallach Jg. 1925 Flucht 1938 Holland interniert Westerbork deportiert 1943 Sobibor ermordet 9.7.1943                                            |                                     | Eintrag auf stolpersteine-hamburg.de                                                                                             |
| Oderfelder Straße 15 ·   | Gert Wallach                              | Hier wohnte Gert Wallach Jg. 1919 Flucht 1938 Holland interniert Westerbork deportiert 1943 Sobibor ermordet 9.7.1943                                             |                                     | Eintrag auf stolpersteine-hamburg.de                                                                                             |
| Oderfelder Straße 15 ·   | Gertrud Wallach geb. Heymann              | Hier wohnte Gertrud Wallach geb. Heymann Jg. 1894 Flucht 1938 Holland interniert Westerbork deportiert 1943 Sobibor ermordet 5.3.1943                             |                                     | Eintrag auf stolpersteine-hamburg.de                                                                                             |
| Oderfelder Straße 15 ·   | Hugo Wallach                              | Hier wohnte Hugo Wallach Jg. 1885 Flucht 1938 Holland interniert Westerbork deportiert 1943 Sobibor ermordet 5.3.1943                                             |                                     | Eintrag auf stolpersteine-hamburg.de                                                                                             |
| Oderfelder Straße 17 ·   | Arthur Lewardt                            | Hier wohnte Arthur Lewardt Jg. 1869 gedemütigt/entrechtet Flucht in den Tod 19. Okt. 1940                                                                         |                                     | Eintrag auf stolpersteine-hamburg.de                                                                                             |
| Oderfelder Straße 17 ·   | Emilie Löwenthal geb. Dreyer              | Hier wohnte Emilie Löwenthal geb. Dreyer Jg. 1870 gedemütigt/entrechtet Flucht in den Tod 6. Aug. 1938                                                            |                                     | Eintrag auf stolpersteine-hamburg.de                                                                                             |
| Oderfelder Straße 17 ·   | Olga Helene Meyer geb. Salomon            | Hier wohnte Olga Helene Meyer geb. Salomon Jg. 1880 deportiert 1942 Theresienstadt ermordet 30.9.1942                                                             |                                     | Eintrag auf stolpersteine-hamburg.de                                                                                             |
| Oderfelder Straße 17 ·   | Jenny Rosenmeyer geb. Calmann             | Hier wohnte Jenny Rosenmeyer geb. Calmann Jg. 1868 deportiert 1942 Theresienstadt ermordet 24.11.1942                                                             |                                     | Eintrag auf stolpersteine-hamburg.de                                                                                             |
| Oderfelder Straße 17 ·   | Louis Weigert                             | Hier wohnte Dr. Louis Weigert Jg. 1882 gedemütigt/entrechtet Flucht in den Tod 14.11.1938                                                                         |                                     | Eintrag auf stolpersteine-hamburg.de                                                                                             |
| Oderfelder Straße 21 ·   | Alexander Ellern                          | Hier wohnte Alexander Ellern Jg. 1899 Flucht 1938 Holland interniert Westerbork deportiert 1944 Bergen-Belsen ermordet 4.3.1945                                   |                                     | Eintrag auf stolpersteine-hamburg.de                                                                                             |
| Oderfelder Straße 21 ·   | Edgar Heinrich Heymann-Emden              | Hier wohnte Edgar Heinrich Heymann-Emden Jg. 1894 deportiert 1941 Minsk ???                                                                                       |                                     | Eintrag auf stolpersteine-hamburg.de                                                                                             |
| Oderfelder Straße 21 ·   | Jane Heymann-Emden geb. Emden             | Hier wohnte Jane Heymann-Emden geb. Emden Jg. 1868 deportiert 1942 Theresienstadt ermordet 16.10.1943                                                             |                                     | Eintrag auf stolpersteine-hamburg.de                                                                                             |
| Oderfelder Straße 21 ·   | Baszion Hirsch geb. Fliess                | Hier wohnte Baszion Hirsch geb. Fliess Jg. 1875 gedemütigt/entrechtet Flucht in den Tod 14.7.1942                                                                 |                                     | Eintrag auf stolpersteine-hamburg.de                                                                                             |
| Oderfelder Straße 21 ·   | Robert Hirsch                             | Hier wohnte Robert Hirsch Jg. 1863 gedemütigt/entrechtet Flucht in den Tod 14.7.1942                                                                              |                                     | Eintrag auf stolpersteine-hamburg.de                                                                                             |
| Oderfelder Straße 23 ·   | Franziska Heilbron geb. Fröhlich          | Hier wohnte Franziska Heilbron geb. Fröhlich Jg. 1877 Flucht 1939 Holland interniert Westerbork deportiert 1943 Sobibor ermordet                                  |                                     | Eintrag auf stolpersteine-hamburg.de                                                                                             |
| Oderfelder Straße 23 ·   | Elise Wiener geb. Hess                    | Hier wohnte Elise Wiener geb. Hess Jg. 1879 Flucht 1939 Palästina                                                                                                 |                                     | Eintrag auf stolpersteine-hamburg.de                                                                                             |
| Oderfelder Straße 42 ·   | Denny Falk                                | Hier wohnte Denny Falk Jg. 1941 deportiert 1941 Minsk ermordet |                                     | Eintrag auf stolpersteine-hamburg.de                                                                                             |
| Oderfelder Straße 42 ·   | Frieda Falk geb. Neumann                  | Hier wohnte Frieda Falk geb. Neumann Jg. 1920 deportiert 1941 Minsk ermordet                                                                                      |                                     | Eintrag auf stolpersteine-hamburg.de                                                                                             |
| Oderfelder Straße 42 ·   | Leopold Falk                              | Hier wohnte Leopold Falk Jg. 1914 deportiert 1941 Minsk ermordet                                                                                                  |                                     | Eintrag auf stolpersteine-hamburg.de                                                                                             |
| Oderfelder Straße 42 ·   | Sarah Frank                               | Hier wohnte Sarah Frank Jg. 1874 deportiert 1943 Theresienstadt ermordet 11.12.1943                                                                               |                                     | Eintrag auf stolpersteine-hamburg.de                                                                                             |
| Oderfelder Straße 42 ·   | Elise Katz geb. Löwenstein                | Hier wohnte Elise Katz geb. Löwenstein Jg. 1879 deportiert 1941 ermordet in Minsk                                                                                 |                                     | Eintrag auf stolpersteine-hamburg.de                                                                                             |
| Oderfelder Straße 42 ·   | Richard Mindus                            | Hier wohnte Dr. H. Richard Mindus Jg. 1882 gedemütigt/entrechtet Flucht in den Tod 30.3.1942                                                                      |                                     | Eintrag auf stolpersteine-hamburg.de                                                                                             |
| Parkallee 2 ·            | Lina Bernstein geb. Gattel                | Hier wohnte Lina Bernstein geb. Gattel Jg. 1869 deportiert 1942 Theresienstadt ermordet 11.4.1943                                                                 |                                     | Eintrag auf stolpersteine-hamburg.de                                                                                             |
| Parkallee 2 ·            | Herta Fabian geb. Herz                    | Hier wohnte Herta Fabian geb. Herz Jg. 1895 deportiert 1941 Riga ???                                                                                              |                                     | Eintrag auf stolpersteine-hamburg.de                                                                                             |
| Parkallee 4 ·            | Hermann Cerini                            | Hier wohnte Hermann Cerini Jg. 1886 verhaftet 1940 Zuchthaus Fuhlsbüttel deportiert 1943 Theresienstadt 1944 Auschwitz ermordet                                   |                                     | Eintrag auf stolpersteine-hamburg.de                                                                                             |
| Parkallee 5 ·            | Aron Ellern                               | Hier wohnte Aron Ellern Jg. 1918 Flucht 1934 England |                                     | Eintrag auf stolpersteine-hamburg.de                                                                                             |
| Parkallee 5 ·            | Carl Ellern                               | Hier wohnte Carl Ellern Jg. 1890 'Schutzhaft' 1938 Sachsenhausen Flucht 1938 Holland mit Hilfe überlebt                                                           |                                     | Eintrag auf stolpersteine-hamburg.de                                                                                             |
| Parkallee 5 ·            | Caroline Ellern geb. Bing                 | Hier wohnte Caroline Ellern geb. Bing Jg. 1860 Flucht 1938 Holland interniert Westerbork deportiert 1943 Sobibor ermordet 23.7.1943                               |                                     | Eintrag auf stolpersteine-hamburg.de                                                                                             |
| Parkallee 5 ·            | Heinz Ellern                              | Hier wohnte Heinz Ellern Jg. 1920 Flucht 1938 England |                                     | Eintrag auf stolpersteine-hamburg.de                                                                                             |
| Parkallee 5 ·            | Margot Mathilde Ellern                    | Hier wohnte Margot Mathilde Ellern Jg. 1921 Flucht 1938 Holland mit Hilfe überlebt                                                                                |                                     | Eintrag auf stolpersteine-hamburg.de                                                                                             |
| Parkallee 5 ·            | Alfons Haas                               | Hier wohnte Alfons Haas Jg. 1895 Flucht 1938 Holland interniert Westerbork deportiert 1944 Theresienstadt ermordet in Auschwitz                                   |                                     | Eintrag auf stolpersteine-hamburg.de                                                                                             |
| Parkallee 5 ·            | Margot Haas geb. Hirschfeldt              | Hier wohnte Margot Haas geb. Hirschfeldt Jg. 1909 deportiert 1941 ermordet in Minsk                                                                               |                                     | Eintrag auf stolpersteine-hamburg.de                                                                                             |
| Parkallee 5 ·            | Michael Haas                              | Hier wohnte Michael Haas Jg. 1931 deportiert 1941 ermordet in Minsk                                                                                               |                                     | Eintrag auf stolpersteine-hamburg.de                                                                                             |
| Parkallee 5 ·            | Titia Werner geb. Cossen                  | Hier wohnte Titia Werner geb. Cossen Jg. 1907 Flucht Holland interniert Westerbork deportiert 1944 Theresienstadt 1944 Auschwitz ermordet                         |                                     | Eintrag auf stolpersteine-hamburg.de                                                                                             |
| Parkallee 6 ·            | Hermann Breslauer                         | Hier wohnte Hermann Breslauer Jg. 1900 deportiert 1941 ermordet in Minsk                                                                                          |                                     | Eintrag auf stolpersteine-hamburg.de Der Stolperstein liegt vor Hausnummer 4.                                                    |
| Parkallee 6 ·            | Selma Breslauer geb. Kahn                 | Hier wohnte Selma Breslauer geb. Kahn Jg. 1910 deportiert 1941 ermordet in Minsk                                                                                  |                                     | Eintrag auf stolpersteine-hamburg.de Der Stolperstein liegt vor Hausnummer 4.                                                    |
| Parkallee 7 ·            | Selly Baruch                              | Hier wohnte Selly Baruch Jg. 1874 deportiert 1942 Theresienstadt 1944 Auschwitz ermordet                                                                          |                                     | Eintrag auf stolpersteine-hamburg.de                                                                                             |
| Parkallee 7 ·            | Constanze Mathiason geb. Kalmus           | Hier wohnte Constanze Mathiason geb. Kalmus Jg. 1871 deportiert 1942 Theresienstadt ermordet 3.4.1943                                                             |                                     | Eintrag auf stolpersteine-hamburg.de                                                                                             |
| Parkallee 8 ·            | Edith Falck geb. Roesel                   | Hier wohnte Edith Falck geb. Roesel Jg. 1900 deportiert 1941 Ghetto Minsk ermordet                                                                                |                                     | Eintrag auf stolpersteine-hamburg.de Der Stein liegt vor Haus Nr. 10.                                                            |
| Parkallee 8 ·            | Eva Falck                                 | Hier wohnte Eva Falck Jg. 1934 deportiert 1941 Ghetto Minsk ermordet                                                                                              |                                     | Eintrag auf stolpersteine-hamburg.de Der Stein liegt vor Haus Nr. 10.                                                            |
| Parkallee 8 ·            | Philipp Falck                             | Hier wohnte Philipp Falck Jg. 1906 deportiert 1941 Ghetto Minsk ermordet                                                                                          |                                     | Eintrag auf stolpersteine-hamburg.de Der Stein liegt vor Haus Nr. 10.                                                            |
| Parkallee 9a ·           | Pauline Löwenstein geb. Friede            | Hier wohnte Pauline Löwenstein geb. Friede Jg. 1860 deportiert 1942 Theresienstadt 1942 Treblinka ermordet                                                        |                                     | Eintrag auf stolpersteine-hamburg.de                                                                                             |
| Parkallee 10 ·           | Betty Oppenheimer geb. Wolff              | Hier wohnte Betty Oppenheimer geb. Wolff Jg. 1878 deportiert 1941 ermordet in Riga                                                                                |                                     | Eintrag auf stolpersteine-hamburg.de                                                                                             |
| Parkallee 12 ·           | Henny Hirsch                              | Hier wohnte Henny Hirsch Jg. 1856 deportiert 1942 Theresienstadt ermordet 12.10.1942                                                                              |                                     | Eintrag auf stolpersteine-hamburg.de                                                                                             |
| Parkallee 12 ·           | Rosalie Hirsch                            | Hier wohnte Rosalie Hirsch Jg. 1867 deportiert 1942 Theresienstadt ermordet 9.10.1943                                                                             |                                     | Eintrag auf stolpersteine-hamburg.de                                                                                             |
| Parkallee 15 ·           | Helene Flörsheim                          | Hier wohnte Helene Flörsheim Jg. 1880 deportiert 1942 Theresienstadt 1944 Auschwitz ermordet                                                                      |                                     | Eintrag auf stolpersteine-hamburg.de                                                                                             |
| Parkallee 17 ·           | Bertha Bachrach geb. Goldberg             | Hier wohnte Bertha Bachrach geb. Goldberg Jg. 1882 deportiert 1941 Minsk ermordet                                                                                 |                                     | Eintrag auf stolpersteine-hamburg.de Ein weiterer Stolperstein befindet sich in Hamburg-Neustadt.                                |
| Parkallee 18 ·           | Gudella Hagenow geb. Heimann              | Hier wohnte Gudella Hagenow geb. Heimann Jg. 1868 deportiert 1942 Theresienstadt 1942 Treblinka ermordet                                                          |                                     | Eintrag auf stolpersteine-hamburg.de                                                                                             |
| Parkallee 18 ·           | Erna Moritz geb. Mathiason                | Hier wohnte Erna Moritz geb. Mathiason Jg. 1894 deportiert 1942 Theresienstadt 1944 Auschwitz ermordet                                                            |                                     | Eintrag auf stolpersteine-hamburg.de                                                                                             |
| Parkallee 18 ·           | Hugo Hermann Moritz                       | Hier wohnte Hugo Hermann Moritz Jg. 1895 ‚Schutzhaft‘ 1938 KZ Sachsenhausen deportiert 1942 Theresienstadt 1944 Auschwitz ermordet                                |                                     | Eintrag auf stolpersteine-hamburg.de                                                                                             |
| Parkallee 18 ·           | Clara Helena Weinberg                     | Hier wohnte Clara Helena Weinberg Jg. 1896 deportiert 1941 Łodz/Litzmannstadt Chełmno/Kulmhof ermordet 20.4.1942                                                  |                                     | Eintrag auf stolpersteine-hamburg.de                                                                                             |
| Parkallee 19 ·           | Richard Dannenbaum                        | Hier wohnte Dr. Richard Dannenbaum Jg. 1879 Berufsverbot deportiert 1941 Riga ermordet                                                                            |                                     | Eintrag auf stolpersteine-hamburg.de                                                                                             |
| Parkallee 22 ·           | Ludwig Louis Bermann                      | Hier wohnte Ludwig Louis Bermann Jg. 1886 deportiert 1942 Theresienstadt 1944 Auschwitz ermordet                                                                  |                                     | Eintrag auf stolpersteine-hamburg.de                                                                                             |
| Parkallee 26 ·           | Hedwig Klein                              | Hier wohnte Dr. Hedwig Klein Jg. 1911 deportiert 1942 ermordet in Auschwitz                                                                                       |                                     | Eintrag auf stolpersteine-hamburg.de Ein weiterer Stolperstein befindet sich in Hamburg-Rotherbaum.                              |
| Parkallee 26 ·           | Recha Klein geb. Meyer                    | Hier wohnte Recha Klein geb. Meyer Jg. 1880 deportiert 1942 Theresienstadt 1944 Auschwitz ermordet                                                                |                                     | Eintrag auf stolpersteine-hamburg.de                                                                                             |
| Parkallee 26 ·           | Therese Klein                             | Hier wohnte Therese Klein Jg. 1910 deportiert 1941 ermordet in Riga                                                                                               |                                     | Eintrag auf stolpersteine-hamburg.de                                                                                             |
| Parkallee 26 ·           | Gretchen Meyer geb. Hellmann              | Hier wohnte Gretchen Meyer geb. Hellmann Jg. 1850 deportiert 1943 Theresienstadt ermordet 4.11.1943                                                               |                                     | Eintrag auf stolpersteine-hamburg.de                                                                                             |
| Parkallee 31 ·           | Pauline David                             | Hier wohnte Pauline David Jg. 1879 deportiert 1941 Riga-Jungfernhof ermordet                                                                                      |                                     | Eintrag auf stolpersteine-hamburg.de                                                                                             |
| Parkallee 74 ·           | Helene Bachmann geb. Behrens              | Hier wohnte Helene Bachmann geb. Behrens Jg. 1860 deportiert 1942 Theresienstadt ermordet 22.12.1942                                                              |                                     | Eintrag auf stolpersteine-hamburg.de                                                                                             |
| Parkallee 74 ·           | Robert Bachmann                           | Hier wohnte Dr. Robert Bachmann Jg. 1888 verhaftet 1942 KZ Fuhlsbüttel deportiert 1942 ermordet in Auschwitz                                                      |                                     | Eintrag auf stolpersteine-hamburg.de Ein weiterer Stolperstein befindet sich in Hamburg-Eppendorf.                               |
| Parkallee 75 ·           | Hedwig Menken                             | Hier wohnte Hedwig Menken Jg. 1890 deportiert 1942 Theresienstadt ermordet 22.9.1942                                                                              |                                     | Eintrag auf stolpersteine-hamburg.de                                                                                             |
| Parkallee 75 ·           | Margarethe Wunderlich geb. Wolffberg      | Hier wohnte Margarethe Wunderlich geb. Wolffberg Jg. 1894 deportiert 1941 Łodz/Litzmannstadt 1942 Chełmno/Kulmhof ermordet Mai 1942                               |                                     | Eintrag auf stolpersteine-hamburg.de                                                                                             |
| Parkallee 82 ·           | Irma Jacquet geb. Goldschmidt             | Hier wohnte Irma Jacquet geb. Goldschmidt Jg. 1884 gedemütigt/entrechtet Flucht in den Tod 18.11.1941                                                             |                                     | Eintrag auf stolpersteine-hamburg.de                                                                                             |
| Parkallee 82 ·           | Ferdinand Jacquet                         | Hier wohnte Dr. Ferdinand Jacquet Jg. 1881 gedemütigt/entrechtet tot 12.1.1940                                                                                    |                                     | Eintrag auf stolpersteine-hamburg.de                                                                                             |
| Parkallee 82 ·           | Anna Salomon geb. Wolff                   | Hier wohnte Anna Salomon geb. Wolff verw. Grün Jg. 1876 gedemütigt/entrechtet Flucht in den Tod 17.11.1941                                                        |                                     | Eintrag auf stolpersteine-hamburg.de                                                                                             |
| Parkallee 82 ·           | Anna Stiel geb. Jacobson                  | Hier wohnte Anna Stiel geb. Jacobson Jg. 1875 deportiert 1942 Theresienstadt ermordet in Auschwitz                                                                |                                     | Eintrag auf stolpersteine-hamburg.de                                                                                             |
| Parkallee 82 ·           | Philipp Marx Stiel                        | Hier wohnte Philipp Marx Stiel Jg. 1863 deportiert 1942 Theresienstadt ermordet 9.11.1942                                                                         |                                     | Eintrag auf stolpersteine-hamburg.de                                                                                             |
| Parkallee 84 ·           | Elisabeth Gorden geb. Wolfers             | Hier wohnte Elisabeth Gorden geb. Wolfers Jg. 1879 deportiert 1941 Łodz ???                                                                                       |                                     | Eintrag auf stolpersteine-hamburg.de                                                                                             |
| Parkallee 84 ·           | Felix Gorden                              | Hier wohnte Dr. Felix Gorden Jg. 1863 Berufsverbot 1939 gedemütigt/entrechtet tot 15.3.1939                                                                       |                                     | Eintrag auf stolpersteine-hamburg.de                                                                                             |
| Parkallee 84 ·           | Herbert Otto Gorden                       | Hier wohnte Herbert Otto Gorden Jg. 1902 deportiert 1941 Łodz ermordet 9.3.1942                                                                                   |                                     | Eintrag auf stolpersteine-hamburg.de                                                                                             |
| Rothenbaumchaussee 116 · | Walter Erich Cohen                        | Hier wohnte Walter Erich Cohen Jg. 1883 'Schutzhaft' 1938 Sachsenhausen deportiert 1941 Minsk ermordet                                                            |                                     | Eintrag auf stolpersteine-hamburg.de                                                                                             |
| Rothenbaumchaussee 129 · | Henni Aronstein                           | Hier wohnte Henni Aronstein Jg. 1895 deportiert 1941 Łodz 1942 Chelmno ermordet                                                                                   |                                     | Eintrag auf stolpersteine-hamburg.de                                                                                             |
| Rothenbaumchaussee 148 · | Felix Eisner                              | Hier wohnte Felix Eisner Jg. 1878 deportiert 1941 ermordet in Minsk                                                                                               |                                     | Eintrag auf stolpersteine-hamburg.de                                                                                             |
| Rothenbaumchaussee 148 · | Lucia Eisner geb. Fränkel                 | Hier wohnte Lucia Eisner geb. Fränkel Jg. 1890 deportiert 1941 ermordet in Minsk                                                                                  |                                     | Eintrag auf stolpersteine-hamburg.de                                                                                             |
| Rothenbaumchaussee 157 · | Bruno Nehmert                             | Hier wohnte Dr. Bruno Nehmert Jg. 1897 verhaftet 1944 'staatsfeindliche Betätigung' Fuhlsbüttel 1945 Neuengamme Todesmarsch Bergen-Belsen ermordet 14.4.1945      |                                     | Eintrag auf stolpersteine-hamburg.de Ein weiterer Stolperstein befindet sich in Hamburg-Blankenese                               |
| Rothenbaumchaussee 161 · | Ernst Bendix                              | Hier wohnte Ernst Bendix Jg. 1896 deportiert 1942 Theresienstadt ermordet in Auschwitz                                                                            |                                     | Eintrag auf stolpersteine-hamburg.de                                                                                             |
| Rothenbaumchaussee 179 · | Georg Seckel                              | Hier wohnte Georg Seckel Jg. 1887 Umzug 1924 Schweiz/Holland interniert Westerbork deportiert 1943 Sobibor ermordet 2.4.1943                                      |                                     | Eintrag auf stolpersteine-hamburg.de                                                                                             |
| Rothenbaumchaussee 179 · | Rosa Seckel geb. Alexander                | Hier wohnte Rosa Seckel geb. Alexander Jg. 1865 deportiert 1942 Theresienstadt 1942 Minsk ermordet                                                                |                                     | Eintrag auf stolpersteine-hamburg.de                                                                                             |
| Rothenbaumchaussee 181 · | Julius Gerhard Hochfeld                   | Hier wohnte Julius Gerhard Hochfeld Jg. 1930 Flucht 1939 Holland interniert Westerbork deportiert 1944 Auschwitz ermordet 11.2.1944                               |                                     | Eintrag auf stolpersteine-hamburg.de                                                                                             |
| Rothenbaumchaussee 181 · | Kurt Hochfeld                             | Hier wohnte Kurt Hochfeld Jg. 1900 Flucht 1939 Holland interniert Westerbork deportiert 1944 Auschwitz ermordet 30.6.1944                                         |                                     | Eintrag auf stolpersteine-hamburg.de                                                                                             |
| Rothenbaumchaussee 181 · | Martha Hochfeld geb. Jüdell               | Hier wohnte Martha Hochfeld geb. Jüdell Jg. 1873 Flucht 1939 Holland interniert Westerbork deportiert 1943 Sobibor ermordet                                       |                                     | Eintrag auf stolpersteine-hamburg.de                                                                                             |
| Rothenbaumchaussee 183 · | Lilly Zirker geb. Porges                  | Hier wohnte Lilly Zirker geb. Porges Jg. 1888 deportiert 1941 ermordet in Łodz/Litzmannstadt                                                                      |                                     | Eintrag auf stolpersteine-hamburg.de                                                                                             |
| Rothenbaumchaussee 183 · | Eva Zirker                                | Hier wohnte Eva Zirker Jg. 1909 deportiert 1941 ermordet in Łodz/Litzmannstadt                                                                                    |                                     | Eintrag auf stolpersteine-hamburg.de                                                                                             |
| Rothenbaumchaussee 183 · | Susanne Zirker                            | Hier wohnte Susanne Zirker Jg. 1915 deportiert 1941 ermordet in Łodz/Litzmannstadt                                                                                |                                     | Eintrag auf stolpersteine-hamburg.de Ein weiterer Stolperstein befindet sich in der Bogenstraße 32.                              |
| Rothenbaumchaussee 187 · | Erika Simon geb. Sternfeld                | Hier wohnte Erika Simon geb. Sternfeld Jg. 1900 deportiert 1942 ermordet in Auschwitz                                                                             |                                     | Eintrag auf stolpersteine-hamburg.de                                                                                             |
| Rothenbaumchaussee 187 · | Julius Simon                              | Hier wohnte Dr. Julius Simon Jg. 1883 deportiert 1942 ermordet in Auschwitz                                                                                       |                                     | Eintrag auf stolpersteine-hamburg.de                                                                                             |
| Rothenbaumchaussee 207 · | Else Brieger geb. Löwe                    | Hier wohnte Else Brieger geb. Löwe Jg. 1874 deportiert 1942 Theresienstadt 1942 Treblinka ermordet                                                                |                                     | Eintrag auf stolpersteine-hamburg.de                                                                                             |
| Rothenbaumchaussee 207 · | Anna Hess geb. Daniel                     | Hier wohnte Anna Hess geb. Daniel Jg. 1855 deportiert 1943 Theresienstadt tot 1943                                                                                |                                     | Eintrag auf stolpersteine-hamburg.de                                                                                             |
| Rothenbaumchaussee 209 · | Gertrud Feis                              | Hier wohnte Gertrud Feis Jg. 1913 deportiert 1942 Theresienstadt 1942 Treblinka ermordet                                                                          |                                     | Eintrag auf stolpersteine-hamburg.de                                                                                             |
| Rothenbaumchaussee 217 · | Albert Dreifuss                           | Hier wohnte Dr. Albert Dreifuss Jg. 1877 deportiert 1943 Auschwitz ermordet 30.1.1943                                                                             |                                     | Eintrag auf stolpersteine-hamburg.de                                                                                             |
| Rothenbaumchaussee 217 · | Bernhard Wolf Josephs                     | Hier wohnte Bernhard Wolf Josephs Jg. 1871 deportiert 1942 Theresienstadt ermordet 28.10.1942                                                                     |                                     | Eintrag auf stolpersteine-hamburg.de                                                                                             |
| Rothenbaumchaussee 217 · | Caroline Josephs geb. Cleffmann           | Hier wohnte Caroline Josephs geb. Cleffmann Jg. 1878 deportiert 1942 Theresienstadt ermordet 29.10.1942                                                           |                                     | Eintrag auf stolpersteine-hamburg.de                                                                                             |
| Rothenbaumchaussee 217 · | Claus Josephs                             | Hier wohnte Claus Josephs Jg. 1925 deportiert 1942 Theresienstadt 1944 Auschwitz ermordet                                                                         |                                     | Eintrag auf stolpersteine-hamburg.de                                                                                             |
| Rothenbaumchaussee 217 · | Elise Josephs geb. Josephs                | Hier wohnte Elise Josephs geb. Josephs Jg. 1887 deportiert 1942 Theresienstadt 1944 Auschwitz ermordet                                                            |                                     | Eintrag auf stolpersteine-hamburg.de                                                                                             |
| Rothenbaumchaussee 217 · | Emma Josephs                              | Hier wohnte Emma Josephs Jg. 1876 deportiert 1942 Theresienstadt 1944 Auschwitz ermordet                                                                          |                                     | Eintrag auf stolpersteine-hamburg.de                                                                                             |
| Rothenbaumchaussee 217 · | Siegfried Josephs                         | Hier wohnte Siegfried Josephs Jg. 1885 deportiert 1942 Theresienstadt 1944 Auschwitz ermordet                                                                     |                                     | Eintrag auf stolpersteine-hamburg.de                                                                                             |
| Rothenbaumchaussee 217 · | Ida Koopmann                              | Hier wohnte Ida Koopmann Jg. 1870 deportiert 1942 Theresienstadt ermordet 1.3.1943                                                                                |                                     | Eintrag auf stolpersteine-hamburg.de                                                                                             |
| Rothenbaumchaussee 217 · | Anna Polak                                | Hier wohnte Anna Polak Jg. 1907 deportiert 1941 Riga weiterdeportiert KZ Stutthof ???                                                                             |                                     | Eintrag auf stolpersteine-hamburg.de                                                                                             |
| Rothenbaumchaussee 217 · | Henny Silberberg geb. Heynemann           | Hier wohnte Henny Silberberg geb. Heynemann Jg. 1858 deportiert 1942 Theresienstadt ermordet 10.8.1942                                                            |                                     | Eintrag auf stolpersteine-hamburg.de                                                                                             |
| Rothenbaumchaussee 217 · | Mary Sternberg geb. Hirsch                | Hier wohnte Mary Sternberg geb. Hirsch Jg. 1862 deportiert 1942 Theresienstadt ermordet 21.3.1942                                                                 |                                     | Eintrag auf stolpersteine-hamburg.de                                                                                             |
| Rothenbaumchaussee 217 · | Albertine Vyth                            | Hier wohnte Albertine Vyth Jg. 1878 deportiert 1941 Riga ??? |                                     | Eintrag auf stolpersteine-hamburg.de                                                                                             |
| Rothenbaumchaussee 217 · | Julius Wohl                               | Hier wohnte Julius Wohl Jg. 1876 deportiert 1941 Riga ??? |                                     | Eintrag auf stolpersteine-hamburg.de                                                                                             |
| Rothenbaumchaussee 229 · | Rose Gertrud Markiel                      | Hier wohnte Rose Gertrud Markiel Jg. 1888 deportiert 1941 Łodz 1942 Chelmno ermordet                                                                              |                                     | Eintrag auf stolpersteine-hamburg.de                                                                                             |
| Rothenbaumchaussee 237 · | Clara Schenk geb. Matthias                | Hier wohnte Clara Schenk geb. Matthias Jg. 1854 deportiert 1942 Theresienstadt 1942 Treblinka ermordet 23.9.1942                                                  |                                     | Eintrag auf stolpersteine-hamburg.de                                                                                             |
| Rothenbaumchaussee 239 · | Max Joshua                                | Hier wohnte Max Joshua Jg. 1895 Flucht – Holland deportiert 1944 Bergen-Belsen verhungert 16.1.1945                                                               |                                     | Eintrag auf stolpersteine-hamburg.de                                                                                             |
| Rothenbaumchaussee 239 · | Pauline Samuelsohn geb. Mayer             | Hier wohnte Pauline Samuelsohn geb. Mayer Jg. 1880 deportiert 1942 Theresienstadt ermordet 5.3.1943                                                               |                                     | Eintrag auf stolpersteine-hamburg.de                                                                                             |
| Schlankreye 27 ·         | Irma Rudolphine von Schiller geb. Weil    | Hier wohnte Irma Rudolphine von Schiller geb. Weil Jg. 1894 gedemütigt/entrechtet Flucht in den Tod 17.2.1945                                                     |                                     | Eintrag auf stolpersteine-hamburg.de                                                                                             |
| Schlankreye 36 ·         | Elise Löb                                 | Hier wohnte Elise Löb Jg. 1882 deportiert 1941 Riga ermordet |                                     | Eintrag auf stolpersteine-hamburg.de                                                                                             |
| Schlankreye 36 ·         | Emilie Löb                                | Hier wohnte Emilie Löb Jg. 1874 deportiert 1941 Riga ermordet |                                     | Eintrag auf stolpersteine-hamburg.de                                                                                             |
| Schlankreye 51 ·         | Sophie Heilbut geb. Elias                 | Hier wohnte Sophie Heilbut geb. Elias Jg. 1866 Flucht 1939 Holland interniert Westerbork deportiert 1943 Sobibor ermordet 23.6.1943                               |                                     | Eintrag auf stolpersteine-hamburg.de                                                                                             |
| Sophienterrasse 17 ·     | Erna Marcus geb. Lehmann                  | Hier wohnte Erna Marcus geb. Lehmann Jg. 1883 deportiert 1942 Theresienstadt 1944 Auschwitz ermordet                                                              |                                     | Eintrag auf stolpersteine-hamburg.de                                                                                             |
| Sophienterrasse 17 ·     | Moses Moritz Marcus                       | Hier wohnte Moses Moritz Marcus Jg. 1878 deportiert 1942 Theresienstadt 1944 Auschwitz ermordet                                                                   |                                     | Eintrag auf stolpersteine-hamburg.de                                                                                             |
| Sophienterrasse 17 ·     | Marie van Biema geb. Wassertrüdinger      | Hier wohnte Marie van Biema geb. Wassertrüdinger Jg. 1870 1942 KZ Fuhlsbüttel ermordet 7.9.1942 KZ Ravensbrück                                                    |                                     | Eintrag auf stolpersteine-hamburg.de Ein weiterer Stolperstein befindet sich an der Hochallee 53.                                |
| Sophienterrasse 17 ·     | Samuel van Biema                          | Hier wohnte Dr. Samuel van Biema Jg. 1865 Freitod 29.9.1938 |                                     | Eintrag auf stolpersteine-hamburg.de                                                                                             |
| St. Benedictstraße 5 ·   | Alexander Georg Bachur                    | Hier wohnte Dr. Alexander Georg Bachur Jg. 1883 deportiert 1941 Łodz ermordet am 9.10.1942                                                                        |                                     | Eintrag auf stolpersteine-hamburg.de                                                                                             |
| St. Benedictstraße 5 ·   | Ina Simon                                 | Hier wohnte Ina Simon Jg. 1892 deportiert 1941 Łodz ermordet |                                     | Eintrag auf stolpersteine-hamburg.de                                                                                             |
| St. Benedictstraße 12 ·  | Ludwig Boas                               | Hier wohnte Ludwig Boas Jg. 1866 verhaftet 1941 US-Bürger Kriegseintritt USA Gefängnis Hütten interniert 1942 Laufen/Oberbayern Flucht in den Tod 22.8.1942       |                                     | Eintrag auf stolpersteine-hamburg.de                                                                                             |
| St. Benedictstraße 21 ·  | Frieda Elias                              | Hier wohnte Frieda Elias Jg. 1898 deportiert 1941 Riga ermordet                                                                                                   |                                     | Eintrag auf stolpersteine-hamburg.de                                                                                             |
| St. Benedictstraße 23a · | Hedwig Brann geb. Wolff                   | Hier wohnte Hedwig Brann geb. Wolff Jg. 1875 deportiert 1942 Theresienstadt ermordet 6.8.1942                                                                     |                                     | Eintrag auf stolpersteine-hamburg.de                                                                                             |
| St. Benedictstraße 27 ·  | Lucie Salomon geb. Königswerther          | Hier wohnte Lucie Salomon geb. Königswerther Jg. 1880 Flucht in den Tod 22.9.1941                                                                                 |                                     | Eintrag auf stolpersteine-hamburg.de                                                                                             |
| St. Benedictstraße 27 ·  | Paul Salomon                              | Hier wohnte Paul Salomon Jg. 1865 Flucht in den Tod 22.9.1941 |                                     | Eintrag auf stolpersteine-hamburg.de Weitere Stolpersteine befinden sich in Hamburg-Altstadt und in Hamburg-Neustadt.            |
| St. Benedictstraße 27 ·  | Emil Wolff                                | Hier wohnte Emil Wolff Jg. 1866 deportiert 1943 Theresienstadt ermordet 28.9.1943                                                                                 |                                     | Eintrag auf stolpersteine-hamburg.de                                                                                             |
| St. Benedictstraße 29 ·  | Paula Frank geb. Meyer                    | Hier wohnte Paula Frank geb. Meyer Jg. 1872 gedemütigt/entrechtet Flucht in den Tod 11.11.1941                                                                    |                                     | Eintrag auf stolpersteine-hamburg.de                                                                                             |
| St. Benedictstraße 29 ·  | Anna Fürth geb. Frank                     | Hier wohnte Anna Fürth geb. Frank Jg. 1899 gedemütigt/entrechtet Flucht in den Tod 11.11.1941                                                                     |                                     | Eintrag auf stolpersteine-hamburg.de                                                                                             |
| St. Benedictstraße 29 ·  | Olga Joseph                               | Hier wohnte Olga Joseph Jg. 1887 deportiert 1941 Minsk ermordet                                                                                                   |                                     | Eintrag auf stolpersteine-hamburg.de                                                                                             |
| St. Benedictstraße 29 ·  | Rosa Seidler geb. Blumenreich             | Hier wohnte Rosa Seidler geb. Blumenreich Jg. 1889 deportiert 1941 Łodz weiterdeportiert 42 ermordet                                                              |                                     | Eintrag auf stolpersteine-hamburg.de                                                                                             |
| Werderstraße 16 ·        | Dora Nathan geb. Rieger                   | Hier wohnte Dora Nathan geb. Rieger Jg. 1881 deportiert 1942 Theresienstadt 1944 Auschwitz ???                                                                    |                                     | Eintrag auf stolpersteine-hamburg.de liegt vor Brahmsallee 39                                                                    |
| Werderstraße 16 ·        | Nathan Max Nathan                         | Hier wohnte Dr. Nathan Max Nathan Jg. 1879 deportiert 1942 Theresienstadt 1944 Auschwitz                                                                          |                                     | Eintrag auf stolpersteine-hamburg.de liegt vor Brahmsallee 39                                                                    |
| Werderstraße 30 ·        | Gustav Derenberg                          | Hier wohnte Gustav Derenberg Jg. 1876 deportiert 1940 Gurs ermordet 12.1.1941                                                                                     |                                     | Eintrag auf stolpersteine-hamburg.de                                                                                             |
| Werderstraße 30 ·        | Kätchen Derenberg geb. Heymann            | Hier wohnte Kätchen Derenberg geb. Heymann Jg. 1882 deportiert 1942 Auschwitz ermordet                                                                            |                                     | Eintrag auf stolpersteine-hamburg.de                                                                                             |
| Werderstraße 30 ·        | Lilly Derenberg                           | Hier wohnte Lilly Derenberg Jg. 1906 deportiert 1942 Theresienstadt 1943 Auschwitz ermordet                                                                       |                                     | Eintrag auf stolpersteine-hamburg.de                                                                                             |
| Werderstraße 43 ·        | Gerhard Dohme                             | Hier wohnte Gerhard Dohme Jg. 1895 verhaftet Nov. 1944 KZ Fuhlsbüttel ermordet 22./23.4.1945 KZ Neuengamme                                                        |                                     | Eintrag auf stolpersteine-hamburg.de                                                                                             |
| Werderstraße 43 ·        | Senta Dohme                               | Hier wohnte Senta Dohme Jg. 1906 verhaftet Nov. 1944 KZ Fuhlsbüttel ermordet 22.4.1945 KZ Neuengamme                                                              |                                     | Eintrag auf stolpersteine-hamburg.de                                                                                             |
| Werderstraße 43 ·        | Gertrud Hahn geb. Lasch                   | Hier wohnte Gertrud Hahn geb. Lasch Jg. 1893 deportiert 1941 ermordet in Riga                                                                                     |                                     | Eintrag auf stolpersteine-hamburg.de                                                                                             |
| Werderstraße 43 ·        | Martha Helft geb. Heckscher               | Hier wohnte Martha Helft geb. Heckscher Jg. 1870 gedemütigt/entrechtet Flucht in den Tod 19. März 1942                                                            |                                     | Eintrag auf stolpersteine-hamburg.de                                                                                             |
| Werderstraße 43 ·        | Max Hahn                                  | Hier wohnte Max Hahn Jg. 1880 deportiert 1941 ermordet in Riga |                                     | Eintrag auf stolpersteine-hamburg.de                                                                                             |
| Werderstraße 43 ·        | Bernhard Neustadt                         | Hier wohnte Bernhard Neustadt Jg. 1928 Flucht 1938 Holland interniert Westerbork deportiert 1944 Theresienstadt 1944 Auschwitz ermordet                           |                                     | Eintrag auf stolpersteine-hamburg.de                                                                                             |
| Werderstraße 43 ·        | Henriette Neustadt geb. Ezechel           | Hier wohnte Henriette Neustadt geb. Ezechel Jg. 1890 deportiert 1941 ermordet in Riga                                                                             |                                     | Eintrag auf stolpersteine-hamburg.de                                                                                             |
| Werderstraße 49 ·        | Adolph Israel                             | Hier wohnte Adolph Israel Jg. 1892 gedemütigt/entrechtet Flucht in den Tod 27.1.1941                                                                              |                                     | Eintrag auf stolpersteine-hamburg.de                                                                                             |
| Werderstraße 65 ·        | Wilhelm Blitz                             | Hier wohnte Dr. Wilhelm Blitz Jg. 1876 Berufsverbot 1938 'Schutzhaft' 1938 KZ Fuhlsbüttel Flucht 1938 England tot 4.1.1940                                        |                                     | Eintrag auf stolpersteine-hamburg.de                                                                                             |
| Werderstraße 66 ·        | Esther Fanny Bachrach geb. Strauss        | Hier wohnte Esther Fanny Bachrach geb. Strauss Jg. 1925 Flucht 1934 Belgien interniert Gurs befreit                                                               |                                     | Eintrag auf stolpersteine-hamburg.de                                                                                             |
| Werderstraße 66 ·        | Miriam Falk geb. Strauss                  | Hier wohnte Miriam Falk geb. Strauss Jg. 1927 Flucht 1934 Belgien interniert Gurs befreit                                                                         |                                     | Eintrag auf stolpersteine-hamburg.de                                                                                             |
| Werderstraße 66 ·        | Eva Kaufman geb. Strauss                  | Hier wohnte Eva Kaufman geb. Strauss Jg. 1929 Flucht 1934 Belgien interniert Gurs befreit                                                                         |                                     | Eintrag auf stolpersteine-hamburg.de                                                                                             |
| Werderstraße 66 ·        | Bertha Strauss geb. Caro                  | Hier wohnte Bertha Strauss geb. Caro Jg. 1896 Flucht 1934 Belgien interniert Gurs verhaftet 29.12.1942 Gefängnis Annecy Flucht Schweiz                            |                                     | Eintrag auf stolpersteine-hamburg.de                                                                                             |
| Werderstraße 66 ·        | Felix Strauss                             | Hier wohnte Felix Strauss Jg. 1883 Flucht 1934 Belgien interniert Gurs verhaftet 29.12.1942 Gefängnis Annecy Flucht Schweiz                                       |                                     | Eintrag auf stolpersteine-hamburg.de                                                                                             |
| Werderstraße 66 ·        | Jakob Strauss                             | Hier wohnte Jakob Strauss Jg. 1932 Flucht 1934 Belgien interniert Gurs befreit                                                                                    |                                     | Eintrag auf stolpersteine-hamburg.de                                                                                             |
| Werderstraße 66 ·        | Martin Mordechai Strauss                  | Hier wohnte Martin Mordechai Strauss Jg. 1923 Flucht 1934 Belgien interniert Saint Cyprien befreit                                                                |                                     | Eintrag auf stolpersteine-hamburg.de                                                                                             |
| Werderstraße 66 ·        | Walter Yom Tov Strauss                    | Hier wohnte Walter Yom Tov Strauss Jg. 1922 Flucht 1934 Belgien 1940 USA                                                                                          |                                     | Eintrag auf stolpersteine-hamburg.de                                                                                             |